# Seidenstraße

Das Netz der antiken Seidenstraße und daran angeschlossene Handelsrouten

Als Seidenstraße (chinesisch 絲綢之路 / 丝绸之路, Pinyin Sīchóu zhī Lù – „die Route der Seide, die Straße der Seide“, kurz: 絲路 / 丝路,  Sīlù; mongolisch ᠲᠣᠷᠭᠠᠨ ᠵᠠᠮ Tôrgan Jam; persisch جاده ابریشم dschādeh abrischam, DMG ǧādeh ābrīšam) bezeichnet man ein altes Netz von Karawanenstraßen, dessen Hauptroute den Mittelmeerraum auf dem Landweg über Zentralasien mit Ostasien verband. Die Bezeichnung geht auf den deutschen Geografen Ferdinand von Richthofen zurück, der den Begriff erstmals 1877 verwendete.
Auf der antiken Seidenstraße wurde in westliche Richtung hauptsächlich Seide, gen Osten vor allem Wolle, Gold und Silber gehandelt (siehe auch Indienhandel). Nicht nur Kaufleute, Gelehrte und Armeen nutzten ihr Netz, sondern auch Ideen, Religionen und ganze Kulturkreise diffundierten und migrierten auf den Routen von Ost nach West und umgekehrt: hierüber kamen zum Beispiel der Nestorianismus (aus dem spätantiken Römischen Reich) und der Buddhismus (von Indien) nach China. Allerdings wird in der neueren Forschung davor gewarnt, das Handelsvolumen (zumindest auf dem Landweg) und die Verkehrsinfrastruktur der verschiedenen Handelsrouten zu überschätzen.
Eine 6400 Kilometer lange Route begann in Xi’an und folgte dem Verlauf der Chinesischen Mauer in Richtung Nordwesten, passierte die Taklamakan-Wüste, überwand das Pamirgebirge und führte über Afghanistan in die Levante; von dort wurden die Handelsgüter dann über das Mittelmeer verschifft. Nur wenige Kaufleute reisten auf der gesamten Route, die Waren wurden eher gestaffelt über Zwischenhändler transportiert.
Ihre größte Bedeutung erreichte das Handels- und Wegenetz zwischen 115 v. Chr. und dem 13. Jahrhundert n. Chr. Mit dem allmählichen Verlust römischen Territoriums in Asien und dem Aufstieg Arabiens in der Levante wurde die Seidenstraße zunehmend unsicher und kaum noch bereist. Im 13. und 14. Jahrhundert wurde die Strecke unter den Mongolen wiederbelebt; unter anderen benutzte sie zu der Zeit der Venezianer Marco Polo, um nach Cathay (China) zu reisen. Nach weit verbreiteter Ansicht war die Route einer der Hauptwege, über die Mitte des 14. Jahrhunderts Pestbakterien von Asien nach Europa gelangten und dort den Schwarzen Tod verursachten.
In der Gegenwart gibt es unter dem Namen „Neue Seidenstraße“ mehrere Projekte der Volksrepublik China zum Ausbau insbesondere der Verkehrsinfrastruktur im Gebiet der historischen Seidenstraße.

## Bedeutung
Auf der Seidenstraße wurde nicht nur Seide, sondern auch Waren wie Gewürze, Glas und Porzellan transportiert; mit dem Handel verbreiteten sich auch Religion und Kultur. So gelangte der Buddhismus über die Seidenstraße bis nach China und Japan und wurde dort vorherrschende Religion. Das Christentum drang über die Seidenstraße bis nach China vor. Die Kenntnis von Papier und Schwarzpulver kam entlang der Seidenstraße in die arabischen Länder und gelangte von dort später nach Europa.

### Handelsgüter

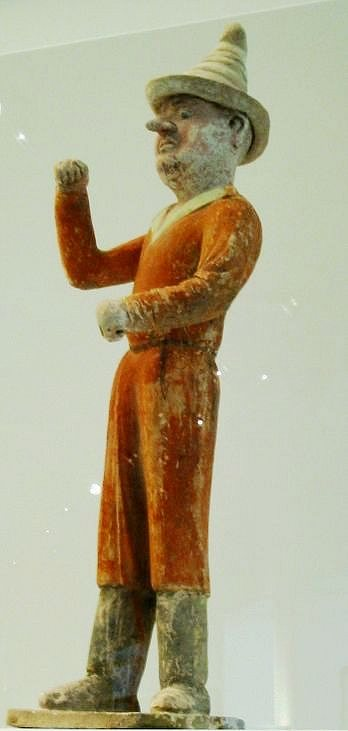
Ein europäischer Händler an der Seidenstraße in den Augen eines chinesischen Künstlers (Tang-Dynastie, 7. Jahrhundert)

Seide war für den Westen wohl das außergewöhnlichste Handelsgut, das die Seidenstraße passierte. Schließlich gab dieser Stoff der Route auch ihren Namen. Dennoch verzerrt diese Bezeichnung die Wirklichkeit des Handels, denn es wurden auch viele andere Waren über diese Handelsstraßen ausgetauscht. Karawanen in Richtung China transportierten unter anderem Gold, Edelsteine und vor allem Glas, weshalb Forscher darauf hingewiesen haben, aus östlicher Perspektive könne man die „Seidenstraße“ ebenso gut als „Glasstraße“ bezeichnen. In die andere Richtung wurden – außer Seide – vor allem Pelze, Keramik, Porzellan, Jade, Bronze, Lacke und Eisen getragen. Viele dieser Güter wurden unterwegs eingetauscht, wechselten mehrmals den Besitzer und gewannen so an Wert, bevor sie ihr endgültiges Ziel erreichten.
Neben Seide waren vor allem Gewürze bis in die Neuzeit wichtige Handelswaren aus Südostasien. Sie wurden nicht nur als Würzmittel und Aromastoffe, sondern auch als Medikamente, Anästhetika, Aphrodisiaka, Parfüm und für „Zaubertränke“ verwendet.
Trotzdem war das begehrteste chinesische Produkt die Seide. Die Entwicklung der Seidenweberei lässt sich in China bis in das 2. Jahrtausend v. Chr. zurückführen. Die Herstellung großer Mengen für den Export, einhergehend mit der Ausbildung von Seidenmanufakturen, erfolgte erst mit dem Ende der „Zeit der Streitenden Reiche“ im 3. Jahrhundert v. Chr. Älteste Funde chinesischer Seide in Europa wurden im keltischen Fürstengrab auf der Heuneburg (Kreis Sigmaringen) gemacht, das aus dem 6. Jahrhundert v. Chr. stammt.
Im Römischen Reich gehörte sie wie Purpur und Glas zu den Luxusartikeln. Nur die Reichsten konnten sich bescheidene Mengen des kostbaren Stoffes leisten. In der Zeit der Pax Romana, als auch das westliche Ende der Seidenstraße sicher war, verlangte die römische Oberschicht verstärkt nach östlicher Seide, Gewürzen und Juwelen. Obwohl es den Oströmern unter Kaiser Justinian I. in der ausgehenden Spätantike schließlich gelang, mit Hilfe eingeschmuggelter Raupen eine eigene Seidenproduktion aufzubauen, blieb der Import chinesischer Seide sehr bedeutsam.

### Organisation des Handels
Banditen und Räuber waren wegen des großen Warenstromes und der Reichtümer sehr häufig ein Problem der Sicherheit. Das Han-Reich stattete deshalb seine Karawanen mit besonderem Geleitschutz aus und erweiterte die Große Mauer nach Westen.

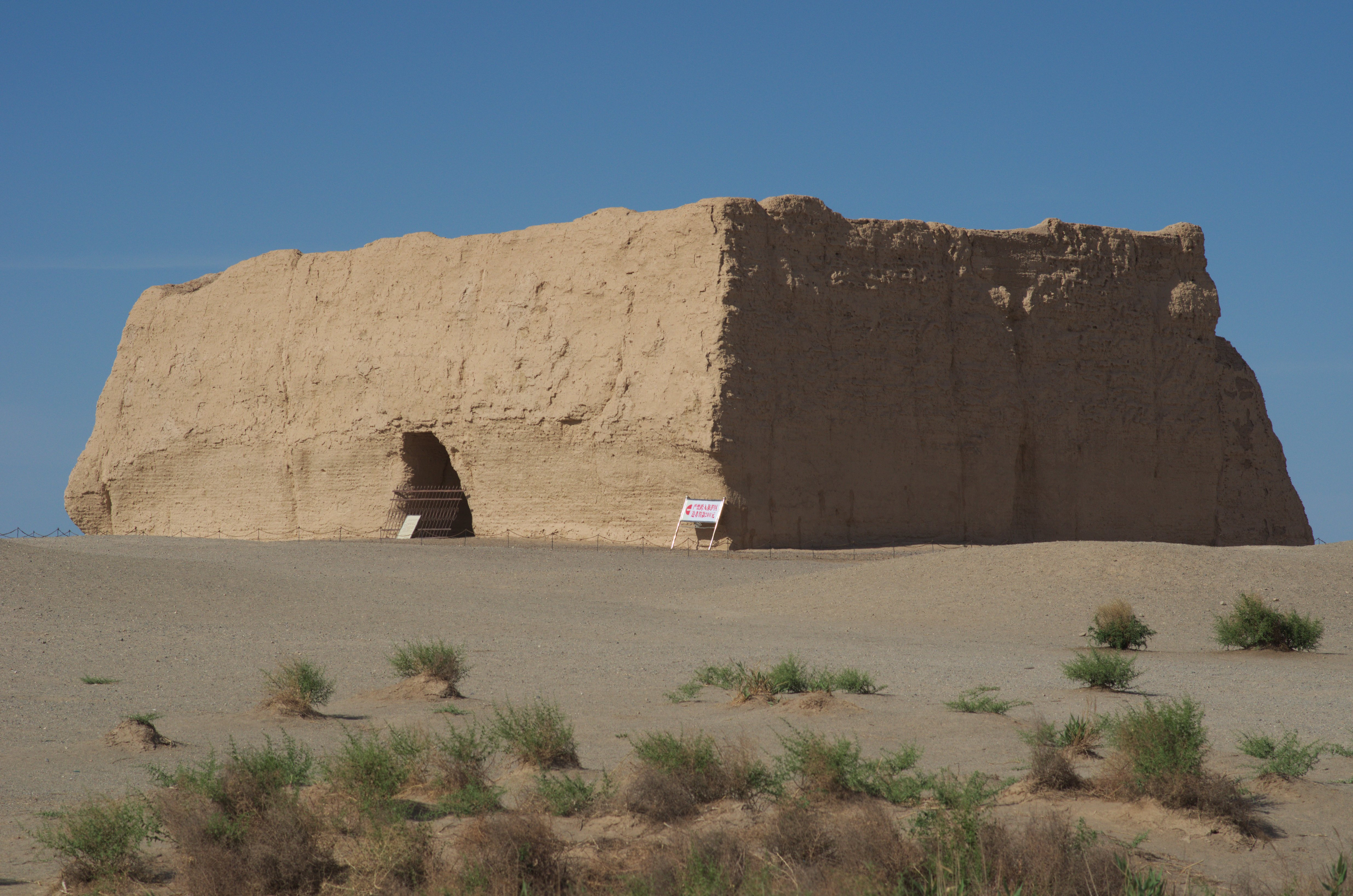
Chinesische Zollstation auf der Seidenstraße in der Nähe von Dunhuang

Die Organisation des transkontinentalen Handels war komplex und schwierig. Unzählige Tiere, eine große Anzahl von Viehtreibern und Tonnen von Handelsgütern mussten organisiert und bewegt werden. Dabei mussten Mensch und Tier auf der langen Reise unter erschwerten geographischen und klimatischen Bedingungen versorgt werden. Üblicherweise bereisten die Kaufleute aber nicht die gesamte Strecke, um ihre Waren zu verkaufen. Vielmehr lief der Handel über verschiedene Streckenabschnitte und mehrere Zwischenhändler ab. Während das westliche Ende der Seidenstraße lange die Parther und später die Sassaniden kontrollierten, waren es in Zentralasien vor allem verschiedene Gruppen von Reiterstämmen (etwa Xiongnu, Iranische Hunnen, Kök-Türken), die den Warenaustausch dominierten.
Eine wichtige Rolle spielten sogdische Händler, deren Kontakte bis nach China reichten. Erhaltene Briefe sogdischer Händler stellen zudem eine bedeutende Quelle zur Geschichte der Seidenstraße dar.
Im Mittelalter nutzten auch die jüdischen Radhaniten die Seidenstraße. Außer durch Oasen wurde die Strecke auch durch militärische Stationen wie Haltepunkte zum Wechseln der Pferde unterbrochen, die den Durchgangsverkehr sicherten.
Eine große Bedeutung als Transportmittel kam dem Trampeltier zu, das in Zentralasien beheimatet war. Sie hatten den Vorteil, dass sie hitzeresistenter als Dromedare waren und ein Winterfell besaßen. Deswegen machten ihnen die extremen Temperaturschwankungen in den Steppen- und Bergregionen mit großen Höhenunterschieden nicht viel aus.
In der neueren Forschung wird davor gewarnt, dass das Handelsvolumen auf dem Landweg und die Verkehrsinfrastruktur der verschiedenen Handelsrouten oft überschätzt wurde, denn es handelte sich bei der Seidenstraße nicht um eine einzige, durchgängige Route von Ost nach West. Der Transport war oft mit dem Warenumschlag an verschiedenen Stationen verbunden und zeitraubend. In der älteren Forschung wurde zudem die Bedeutung der Transferlandschaften nicht genügend gewürdigt, wie Zentralasien und Persien.

### Kultur- und Techniktransfer

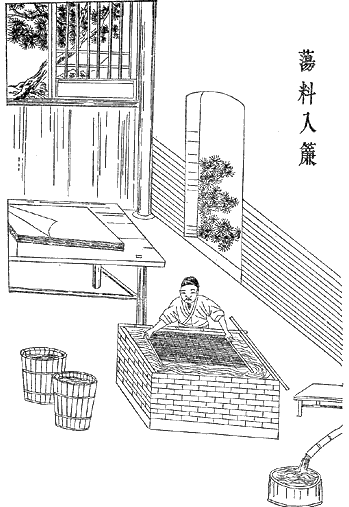
Chinesische Darstellung zur Papierherstellung, 105 n. Chr.

Der Transfer technischer Errungenschaften, kultureller Güter oder Ideologien geschah weniger absichtlich als der Austausch von Waren. Fernreisen aller Art, ob aus kommerziellen, politischen oder missionarischen Gründen, stimulierten den kulturellen Austausch zwischen verschiedenen Gesellschaften. Lieder, Geschichten, religiöse Ideen, philosophische Ansichten und unbekanntes Wissen kursierten unter den Reisenden. Die Seidenstraße bildete über mehrere Jahrhunderte den ausdauerndsten, weitreichendsten und vielfältigsten Austausch zwischen Orient und Okzident.
Neben der Einführung neuer Nahrungsmittel fand auch ein agrarkultureller Austausch statt.
Bedeutende Techniken wie die Papierherstellung und der Buchdruck, chemische Prozesse wie die Destillation und die Erzeugung von Schwarzpulver, sowie effizientere Pferdegeschirre und der Steigbügel wurden über die Seidenstraße aus Asien nach Westen verbreitet.

### Ausbreitung von Religionen

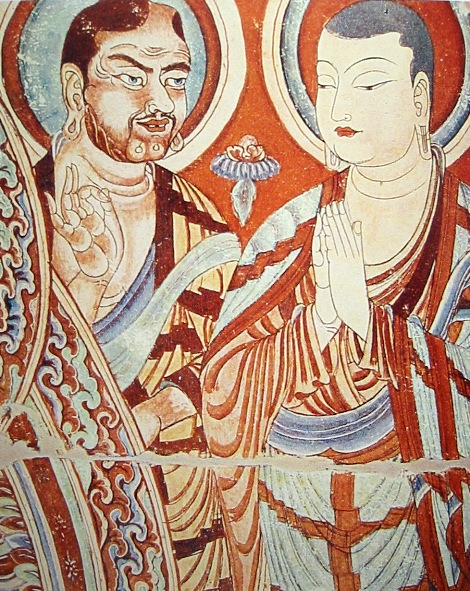
Ein westasiatischer und ein chinesischer Mönch, Tausend-Buddha-Höhlen von Bäzäklik, 9. Jahrhundert.

Ein besonders langlebiges Gut, das über die Seidenstraße transportiert wurde, waren Religionen. So kam beispielsweise der Buddhismus über die nördliche Route von Indien nach China und Japan. Einige der ersten Beschreibungen der Seidenstraße stammen von chinesischen Pilgern, die ins indische Stammland des Buddhismus reisten.
Mongolen und Turkvölker verehrten ursprünglich den Himmelsgott Tengri, in Persien und in Parthien herrschte der Zoroastrismus vor, während in Sogdien ein eigener Volksglaube verbreitet war.
Das Christentum war bereits früh in Kleinasien und in Persien bzw. Iran präsent. Im 5. Jahrhundert bildete sich im Sassanidenreich die dem Nestorianismus anhängende Ostsyrische Kirche. Zu dieser Zeit konnte sich der Nestorianismus ins ostiranische Gebiet bis nach Sogdien und Baktrien ausbreiten. Im 8. Jahrhundert wurde Samarkand erreicht. Im Tarimbecken gab es eine erste Missionswelle im 8. und eine zweite im 11. Jahrhundert. Im Siebenstromland wurden im 9.–14. Jahrhundert viele nestorianische Grabsteine errichtet. Bereits früher erreichten Gläubige die damalige Hauptstadt von China, Xi’an, wie eine 781 errichtete Stele dokumentiert. Ein chinesisches Edikt von 845 wandte sich gegen alle fremden Religionen und brachte den Nestorianismus hier bis zum 10. Jahrhundert zum Verschwinden. Mit der Mongolenherrschaft erlebte er eine zweite Blütezeit und verschwand dann in China im 14. Jahrhundert endgültig. Unter den Turkvölkern hielt sich der Glaube ebenfalls bis ins 14. Jahrhundert, als er von dem islamischen Timur verdrängt wurde.

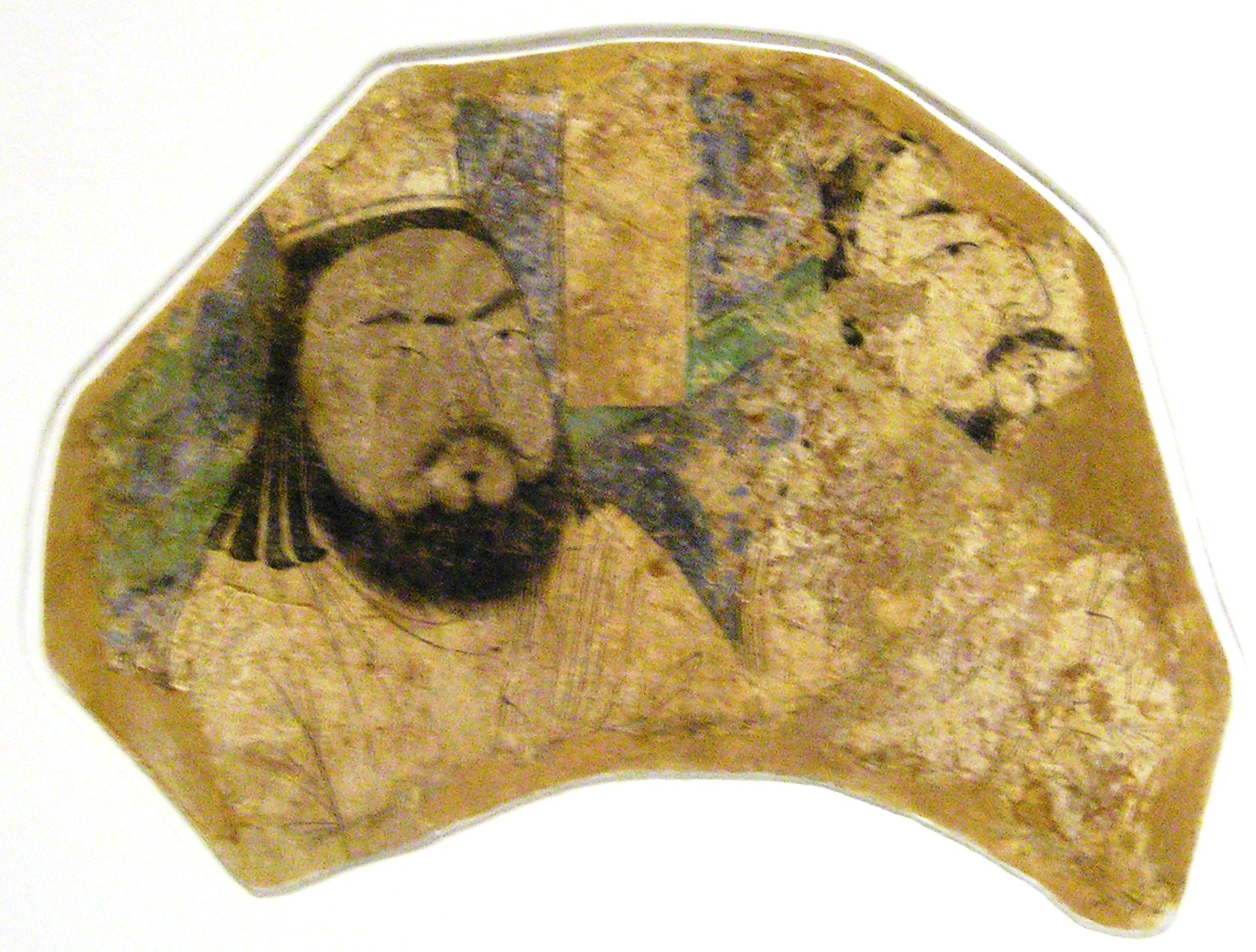
Manichäische Priester, Wandfresko aus Kocho, Xinjiang, 10./11. Jahrhundert n. Chr. (Museum für Asiatische Kunst in Berlin-Dahlem)

Der Manichäismus entstand ab 240 n. Chr. in Mesopotamien und verbreitete sich schnell in Persien, wo er sich aber nicht gegen den Zoroastrismus durchsetzen konnte, und im östlich anschließenden Tiefland von Turan. Er konnte Gläubige in Turfan, Merw und Parthien gewinnen. In den bedeutenden Handelskolonien der Sogdier fanden sich neben Nestorianern und Buddhisten zahlreiche Manichäer, wie auch im China des 7. Jahrhunderts. 762 bekannten sich die Herrscher des uigurischen Steppenreiches zum Manichäismus und auch im Reich von Kocho hatte diese Religion neben dem Buddhismus eine starke Stellung. In Dunhuang verschwanden die Manichäer im 11. Jahrhundert, in Turfan erst zur Mongolenzeit im 13. Jahrhundert.
Der Buddhismus entwickelte zur Zeitenwende im indisch-iranischen Grenzgebiet, in Gandhara und im Kuschana, unter hellenistischem Einfluss die Formensprache mit der menschlichen Buddha-Figur. Kanischka I., König des Kuschanareichs, war aus politischen Gründen Förderer des Buddhismus im Bereich der mittleren Seidenstraße; die Religion gewann im 3. und 4. Jahrhundert in Sogdien viele Anhänger. Nach China gelangte der Buddhismus zum ersten Mal zur Zeitenwende, verstärkt während der Nördlichen Wei-Dynastie im 4. und 5. Jahrhundert, eine breite Wirkung entfaltete er aber erst im 7. Jahrhundert. Nachdem die Mongolen unter Kublai Khan im 13. Jahrhundert in verstärkten kulturellen Kontakt mit China kamen, konnte auch der Buddhismus Anhänger gewinnen. In Ost- und Westturkestan schwand der Buddhismus mit dem Vordringen des Islams, im Tarimbecken erst im 15. Jahrhundert. In Dunhuang und China war er ungefährdet.
Diese drei Religionen bestanden an vielen Orten der Seidenstraße für eine lange Zeit mehr oder weniger friedlich nebeneinander. Nach dem Tod Mohammeds 632 n. Chr. breitete sich der Islam aus (Islamische Expansion) und bald war auch der westliche Teil der Seidenstraße und damit der transasiatische Handel unter islamischer Kontrolle. Nach der Eroberung des neupersischen Sassanidenreichs 642 n. Chr. setzte sich die Expansion in östlicher Richtung fort. Der Islam verbreitete sich zunächst in den städtischen Zentren entlang der Seidenstraße, später in den ländlichen Gegenden. Auch in Zentralasien und China entstanden islamische Gemeinden. Unter Timur Lenk wurde der Islam im 14. Jahrhundert nochmals mit Gewalt verbreitet.

### Ausbreitung von Krankheiten

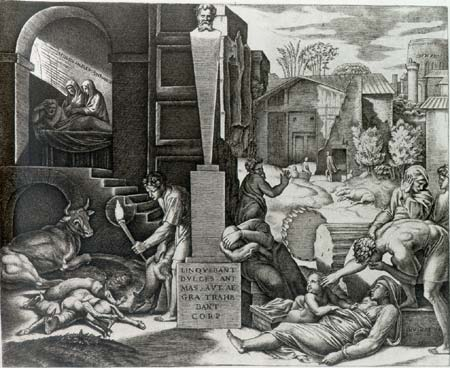
Die Pest in Phrygien, Kupferstich von Marcantonio Raimondi, 1515/16

Genauso wie religiöse Vorstellungen oder kulturelle Güter verbreiteten sich wiederholt Krankheiten und Infektionen entlang der Seidenstraße. Fernreisende halfen den Erregern, sich über ihr Ursprungsgebiet hinaus zu verbreiten und so Populationen anzugreifen, die weder ererbte noch erworbene Immunität gegen die Krankheiten, die sie auslösten, besaßen. So entstanden Epidemien, die zu dramatischen Konsequenzen führen konnten.
Das in Europa wohl bekannteste und folgenreichste Beispiel für die Verbreitung von Krankheiten entlang der Seidenstraße ist die Ausbreitung der Pest im 14. Jahrhundert.
Nach einer Hypothese des Autors William Bernstein erlaubte die auf den Mongolensturm im 13. Jahrhundert folgende Pax Mongolica erneut intensivierte und direkte Handelskontakte zwischen Europa und Asien. Durch diesen regen Austausch wurden auch Pestbakterien, die vor allem in wild lebenden Nagetierpopulationen Asiens vorkommen, nach Europa gebracht. Über Handelsschiffe aus Kaffa auf der Halbinsel Krim gelangte die Pest um 1348 auch nach Mitteleuropa. Vor allem der Transport von Pelzen begünstigte ihre schnelle Verbreitung. Ungeklärt in diesem Zusammenhang ist, warum der Schwarze Tod in China und Indien keine vergleichbare Zahl an Toten forderte. Im ähnlich dicht bevölkerten Indien des 14. Jahrhunderts kam es sogar zu einem Bevölkerungsanstieg; im viel dichter besiedelten China starben mehr Menschen an Hungersnöten und den Kriegen gegen die Mongolen als am Schwarzen Tod. Es gibt auch keine historischen Aufzeichnungen über eine Pandemie, die mit dem Schwarzen Tod in Europa vergleichbar wäre.

## Verlauf

### Zur Natur

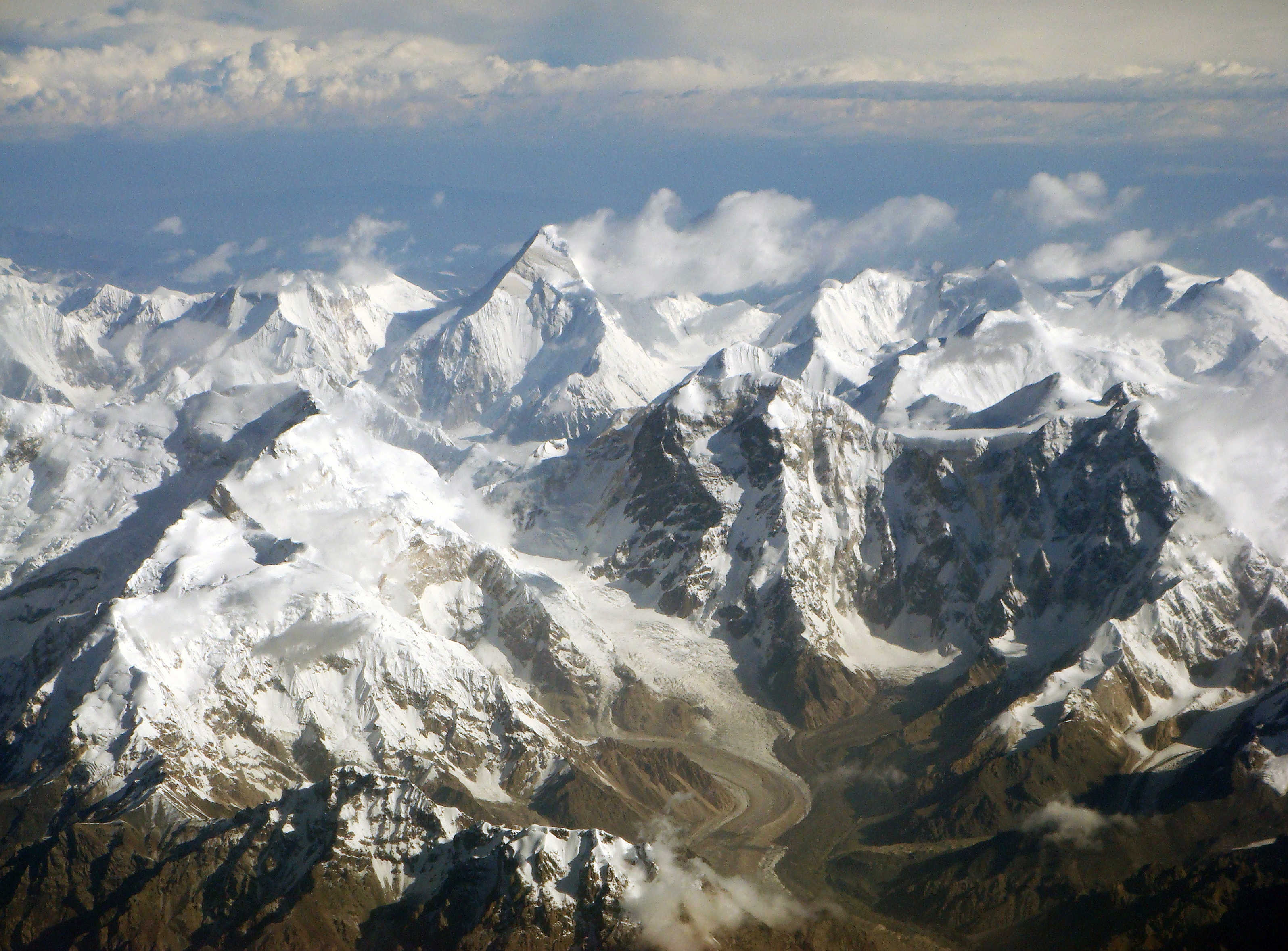
Tian-Shan-Gebirge

Die Seidenstraße war alles andere als eine durch die Natur vorgegebene Route. Vom Mittelmeer bis nach China durch Trockengebiete und Wüsten verlaufend, ist sie eine der unwirtlichsten Strecken der Erde, die durch versengtes, wasserloses Land läuft und eine Oase mit der nächsten verbindet. Mesopotamien, das Iranische Hochland und das Tiefland von Turan liegen auf dem Weg. Hat man das Tarimbecken mit der Taklamakan-Wüste erreicht, ist man umgeben von den höchsten Gebirgsketten der Erde: Im Norden ragt der Tian Shan auf, im Westen der Pamir, im Südwesten der Karakorum und im Süden der Kunlun. Nur ein paar eisige Pässe, die mit ihren tiefen Schluchten und 5000 zu überwindenden Höhenmetern zu den schwersten der Welt gehören, führen durch das Gebirge. Auch das Klima ist rau: Sandstürme sind häufig, im Sommer steigt die Temperatur auf über 40 °C an und im Winter sinkt sie oft unter −20 °C.
Gerade durch die geographische Beschaffenheit bedingt, bildeten sich nur wenige feste Verkehrs- und Handelswege aus. An vielen Stellen gab es Alternativen und Ausweichwege.

### Hauptroute
Meistens bezieht sich der Name „Seidenstraße“ auf die hier beschriebene Route, die einige Verzweigungen aufweist, und die wegen ihrer Länge nochmals unterteilt wird in einen westlichen, mittleren und östlichen Teil.

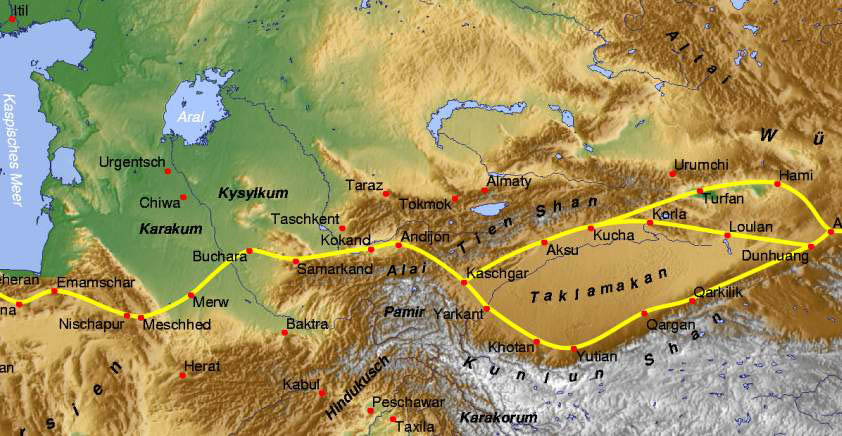
Das Kernstück der Seidenstraße im Mittelalter

Das Kernstück der Seidenstraße, manchmal auch mittlere Seidenstraße genannt, erstreckt sich von der ostiranischen Hochebene und der Stadt Merw im Westen bis zur Wüste Gobi und der Stadt Dunhuang im Osten sowie dem Abzweig Richtung Süden nach Kaschmir und Peschawar. Es verbindet drei der wichtigsten asiatischen Kulturräume: Iran, Indien und China. Das Land ist gekennzeichnet durch Wüsten mit alten Oasenstädten, der Kasachensteppe im Westen und der mongolischen Steppe im Osten sowie hohen Gebirgen.
Die Hauptroute teilt sich streckenweise in verschiedene Zweige auf. Von Merw konnte man den Oxus (heute Amudarja) überqueren und erreichte die in Transoxanien gelegenen Städte Buchara und Samarkand. Von dort aus führte ein Nordostzweig über Taschkent nördlich des Tian-Shan-Gebirges über Beshbaliq (bei Ürümqi) und über Turpan (Turfan), Hami (Kumul), vereinigte sich bei Anxi (heute Guazhou) wieder mit dem Hauptzweig. Der Hauptzweig folgte von Samarkand aus dem Oberlauf des Jaxartes (Syrdarja) durch das von diesem bewässerte Ferghanatal über Kokand (Qoʻqon) und Andijon, überquerte das Tian-Shan-Gebirge und gelangte nach Kaschgar (Kaschgar) im Tarimbecken.

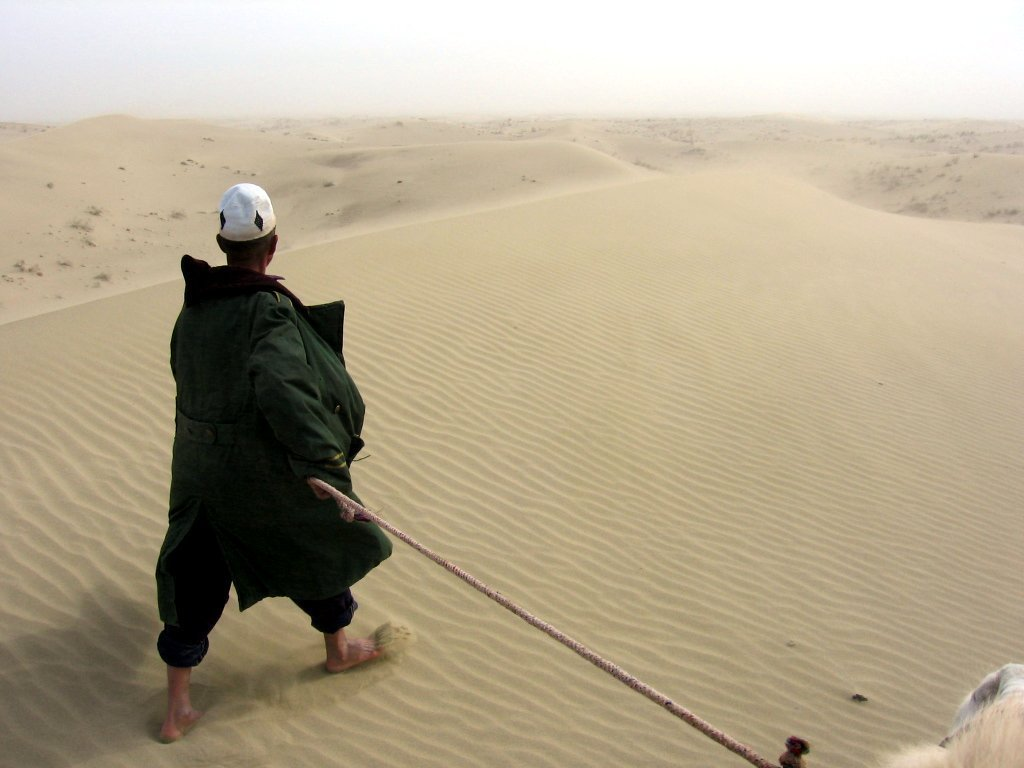
Taklamakan bei Yarkant

Die im Tarimbecken gelegene Wüste Taklamakan konnte im Norden oder im Süden umgangen werden. Entlang dem Südrand ging es über Yarkant, Hotan, Yutian, Qarqan, Keriya, Niya, Miran und Qakilik, bis man schließlich Dunhuang erreichte. Ab dem 2. Jahrhundert, als ein Klimawechsel mehr Wasser in die Region brachte, war dies der übliche Weg. Später trockneten die Oasen am Südrand wieder aus, und ab dem 5. Jahrhundert wurde der Weg entlang des Nordrandes üblich: von Kaschgar ging es über Tumshuq (Tumxuk), Aksu, Kuqa (Kucha), Karashar, Korla, Loulan und schließlich erreichte man ebenfalls Dunhuang.
Von Kuqa (Kucha) gab es einen weiteren Abzweig nordöstlich nach Turpan (Turfan) und dann weiter wie der oben beschriebene Nordostzweig. Auch das Siebenstromland war durch Pfade angebunden.
Um nach Indien zu gelangen, mussten sehr hohe Gebirge überquert werden. Von Merw gelangte man entlang des Oberlaufes des Oxus (Amu Darja) über Baktra (heute Balch) zum Chaiber-Pass, überquerte den Hindukusch und gelangte in die nordwestindische Provinz Gandhara nach Begram, Kapisa und Peschawar.
Ab dem 3. Jahrhundert wurde auch eine andere Route genutzt: vom oberen Industal über Gilgit und das Hunza-Tal wurde das Karakorum-Gebirge überquert und mit Kaschgar das Tarimbecken erreicht. Diese Route entspricht dem Verlauf des ab den 1960er Jahren gebauten Karakorum Highways.

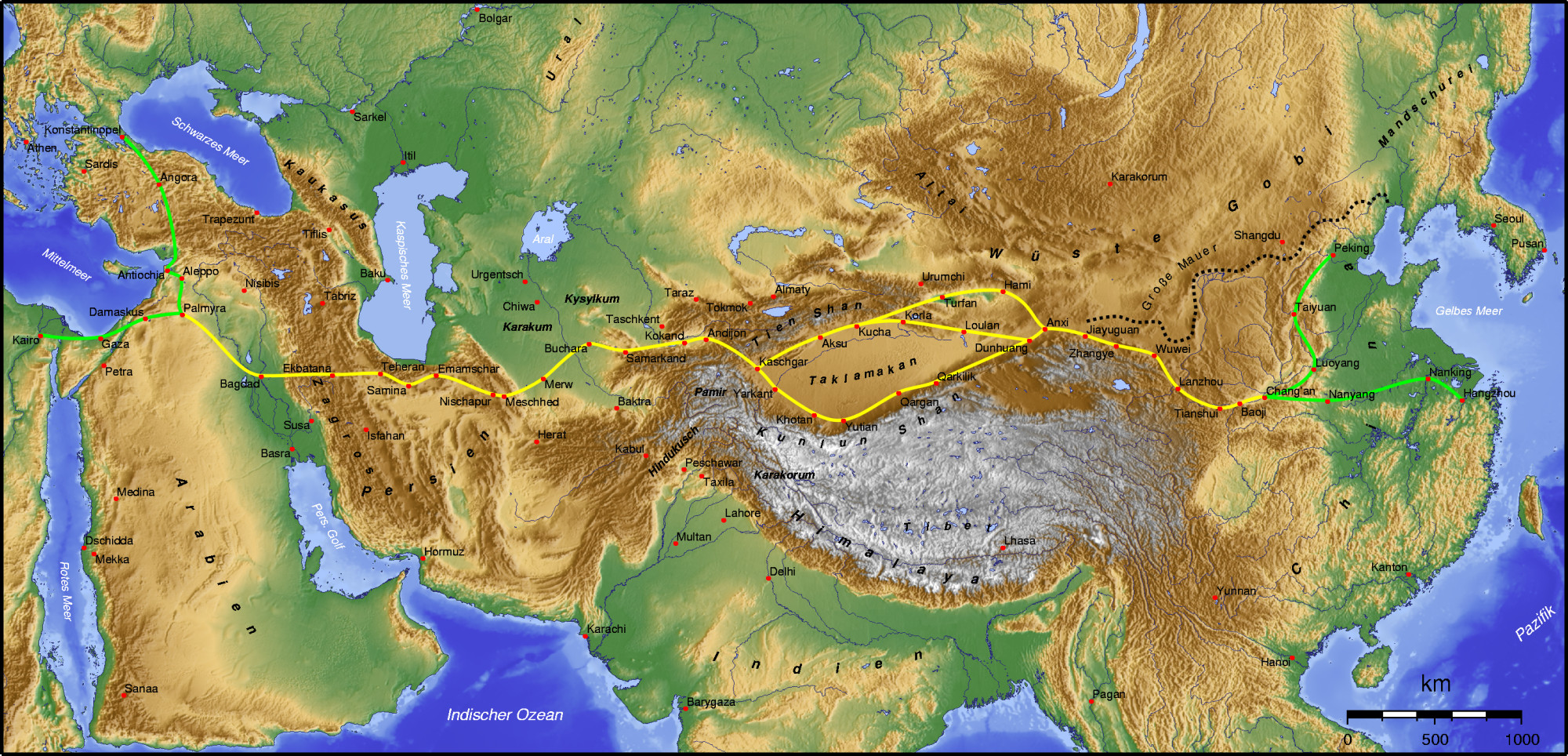
Der Gesamtverlauf der Hauptroute der Seidenstraße im Mittelalter

Die östliche Seidenstraße schließt sich östlich an die mittlere Seidenstraße an und führt zu den wichtigen Städten Chinas. Sie führte von Dunhuang östlich über Anxi (heute Guazhou) durch den Gansu- oder Hexi-Korridor über Jiayuguan (bis hierher wurde die Große Mauer zum Schutz des Handelsweges gebaut), Zhangye und Wuwei bis nach Lanzhou, danach über Tianshui und Baoji bis Chang’an. Von dort ging es nordöstlich nach Peking oder östlich nach Nanjing.
Die westliche Seidenstraße, auch die Große Chorasan-Straße genannt, schließt westlich an die mittlere Seidenstraße an und führt zu den Hafenstädten am Mittelmeer. Sie führte von Merw über Tūs (Maschhad), Nischapur, Hekatompylos (später Damghan), Rhagae (später Schahr-e Rey), Ekbatana (später Hamadan) und Babylon (später Bagdad) nach Palmyra. Von dort ging es nach Nordwesten über Aleppo nach Antiochia am Orontes (heute Antakya) und Tyros bis Konstantinopel (heute Istanbul) oder nach Südwesten über Damaskus und Gaza nach Kairo und Alexandria.

### Weitere Routen

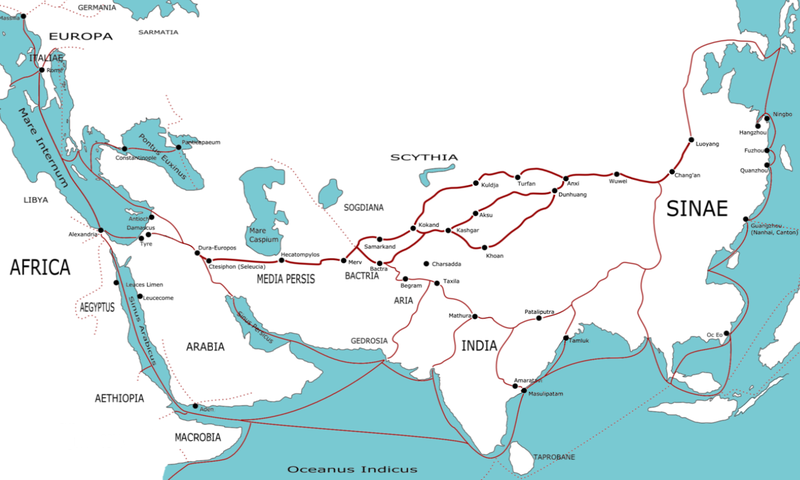
Bedeutende Handelswege in Asien im 1. Jahrhundert, fett markiert die Hauptroute der Seidenstraße

- Vom oberen Industal zum Hafen Debal im heutigen Pakistan an der Indus-Mündung. Von dort mit dem Schiff bis zum Zweistromland oder um die arabische Halbinsel herum nach Ägypten.
- Eine Variante der vorherigen Route, diesmal aber über den Hafen Barygaza (Bharuch), weiter östlich am Golf von Khambhat gelegen.
- Von Samarkand am Jaxartes (Syr-Darja) durch die Kasachensteppe und die Kaspische Senke zur Krim und dem Schwarzen Meer.[15]
- Verlängerung von den chinesischen Städten bis nach Korea und Japan.[16]
- Von den chinesischen Hafenstädten mit dem Schiff entlang der Küste durch die Straße von Malakka bis zu den Häfen an der indischen Ostküste, um die indische Halbinsel herum zu den Häfen an der indischen Westküste. Von dort zum Persischen Golf und nach Mesopotamien oder zum Roten Meer und Ägypten oder Palästina.
- Von den südwestchinesischen Provinzen Sichuan und Yunnan über Myanmar nach Bengalen zu den Handelsstädten im Delta von Ganges und Brahmaputra.
- Von China über Tibet nach Bengalen.
- Auf den mit der Seidenstraße verbundenen Pfaden durch den Ostpamir wurde in den 1930er Jahren die Pamirstraße gebaut.

## Geschichte
Älteste Berichte über den Verlauf der Seidenstraße stammen aus der griechisch-römischen Antike. Herodot hat um 430 v. Chr. die Stationen der Route mit den Namen der dort ansässigen Völker bezeichnet. Nach seiner Beschreibung verlief die Straße von der Mündung des Don zunächst nach Norden, ehe sie nach Osten abbog zu dem Gebiet der Parther und weiter über einen Karawanenpfad nördlich des Tian Shan bis zur westlichen chinesischen Provinz Gansu.
Verbindungen zwischen innerasiatischen Gebieten wie auch zwischen China und Europa hat es seit ältester Zeit, mindestens seit Beginn der Bronzezeit gegeben. Sie basierten unter anderem auf dem Austausch von Kenntnissen der Metallgewinnung und -verarbeitung wie auch dem Austausch von Handelsgütern, ermöglichten diplomatische Kontakte und beförderten auch das Wissen über die jeweils andere Kultur. Diese Verbindungen bestanden aber keineswegs kontinuierlich, liefen meist über Mittelsmänner ab und waren immer wieder längere Zeiträume unterbrochen, in denen Handel, Verkehr und Austausch von Informationen behindert wurden.

### Frühzeit

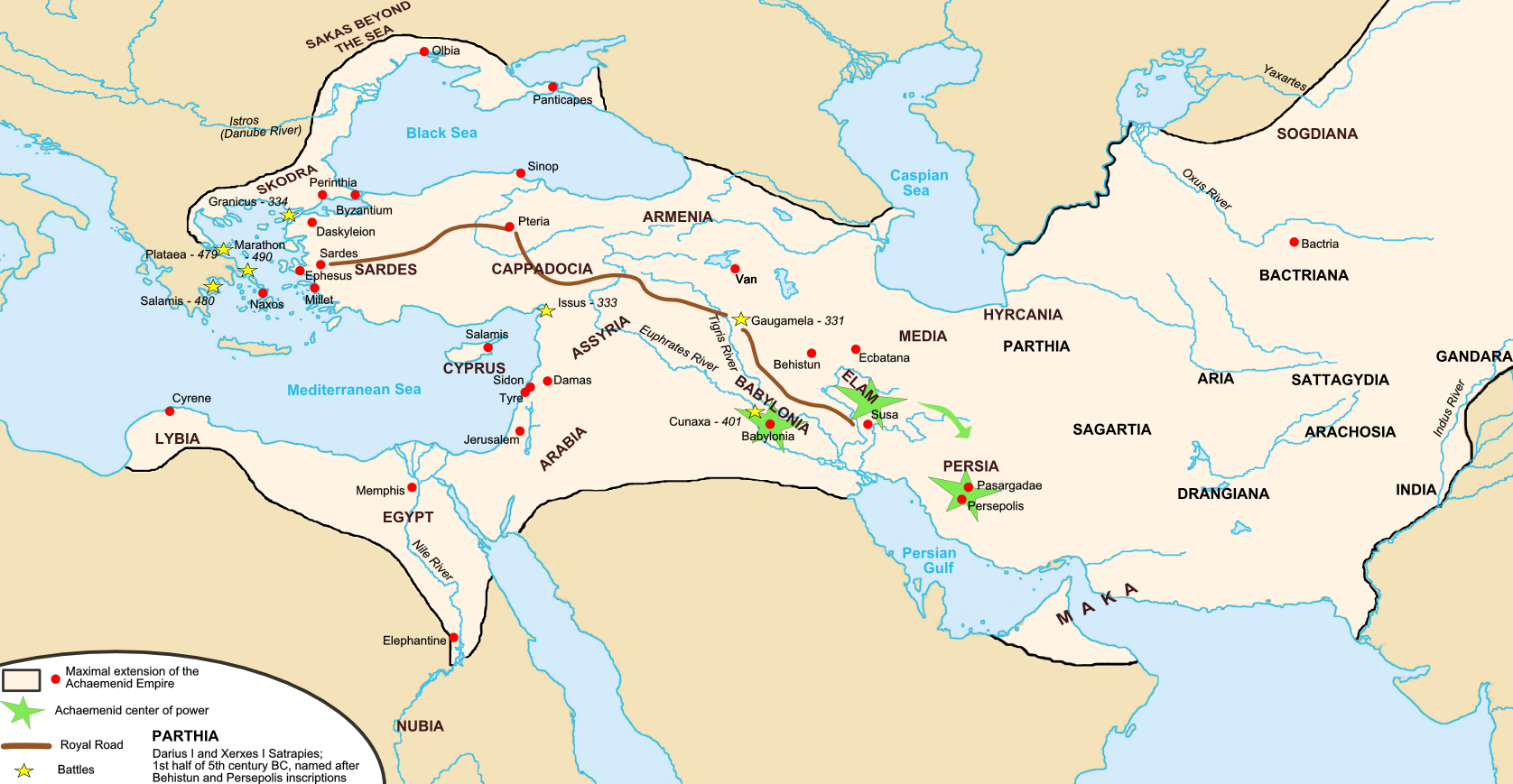
Achämenidenreich mit der Königsstraße

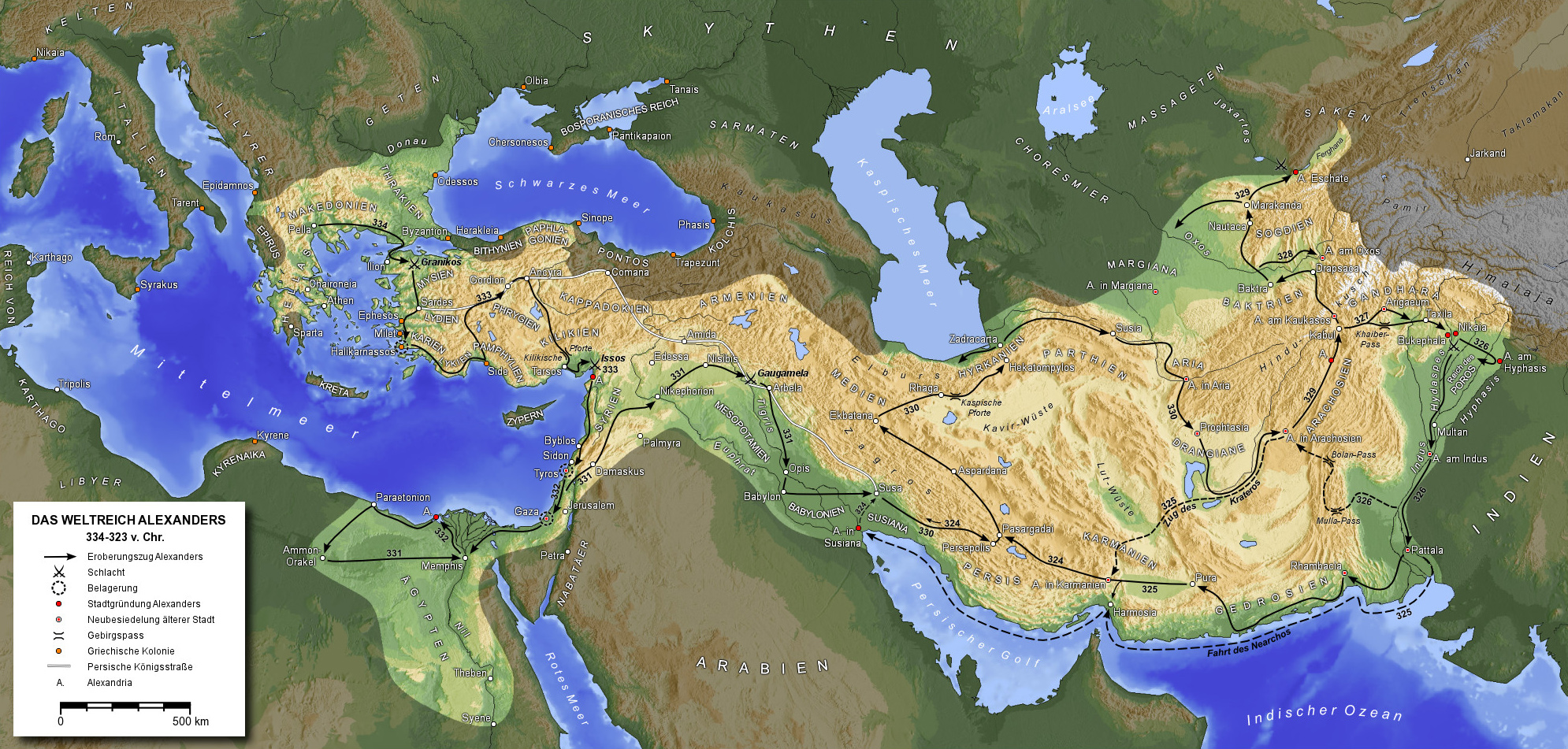
Das Alexanderreich

Im 5. Jahrhundert v. Chr. legte der persische König Dareios I. die 2699 Kilometer messende Persische Königsstraße an. Im östlichen Teil bildete sie den Verlauf der späteren Seidenstraße aus. Das von Alexander dem Großen bis 323 v. Chr. errichtete Großreich vereinte ebenfalls das Gebiet zwischen Mittelmeer und Baktrien unter einer Herrschaft und reichte bis ins Ferghanatal und ins indische Taxila. Die Entwicklung einer durchgehenden Handelsverbindung zwischen Ost und West wurde so durch das Achämenidenreich und die folgenden hellenistischen Großreiche ermöglicht.
Das Seleukidenreich und das Griechisch-Baktrische Königreich (beide 3.–2. Jahrhundert v. Chr.) sowie überhaupt der in Zentralasien wirksame Hellenismus waren förderlich für die Entwicklung der westlichen Seidenstraße.

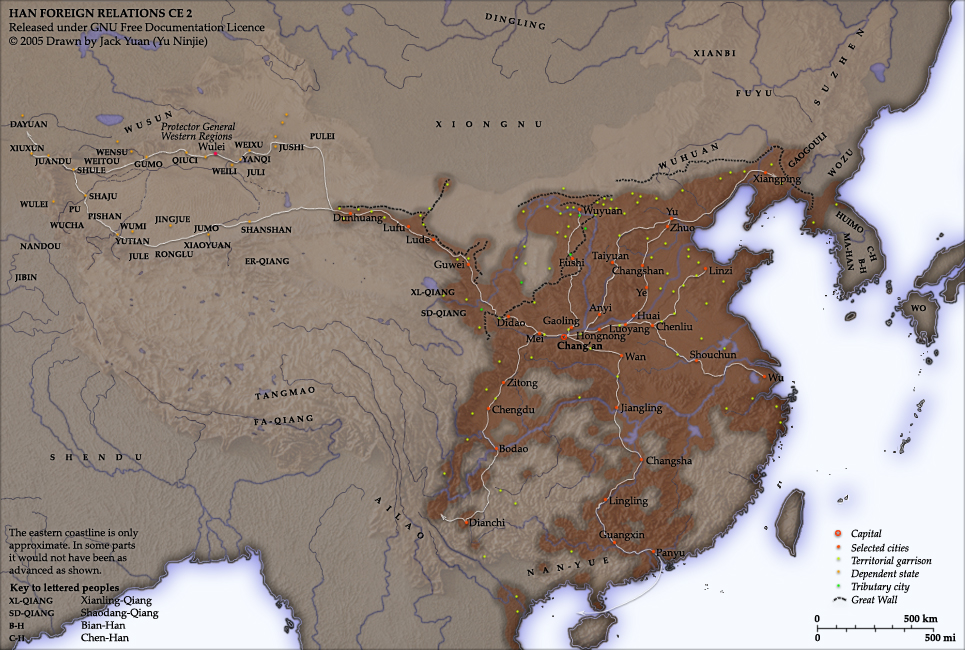
China zur Zeit der Han-Dynastie

Eine entscheidende politische Voraussetzung für die vollständige Öffnung des östlichen Endes der Seidenstraße war die chinesische Expansion nach Westen. Unter dem Kaiser Wudi (141–87 v. Chr.) verdoppelte sich die Größe des Han-Reiches nahezu. Er reagierte auf Grenzbedrohungen mit der Eroberung der feindlichen Gebiete. Seine Armeen drangen weit nach Norden, Süden und Westen vor und unterwarfen zahlreiche angrenzende Staaten. 121 und 119 v. Chr. schlug die chinesische Kavallerie die Xiongnu und verdrängte sie Richtung Norden. In der Folge kontrollierte China den Hexi-Korridor und Zentralasien. Wudis Truppen nahmen Pamir und Ferghana in Besitz. So konnten die Handelswege zwischen China und dem Westen geöffnet werden.

### Hochzeit
In den folgenden Jahren florierte der Handel entlang der Seidenstraße und überschwemmte die Hauptstadt des Han-Reiches mit westlichen Reisenden und Luxusgütern.

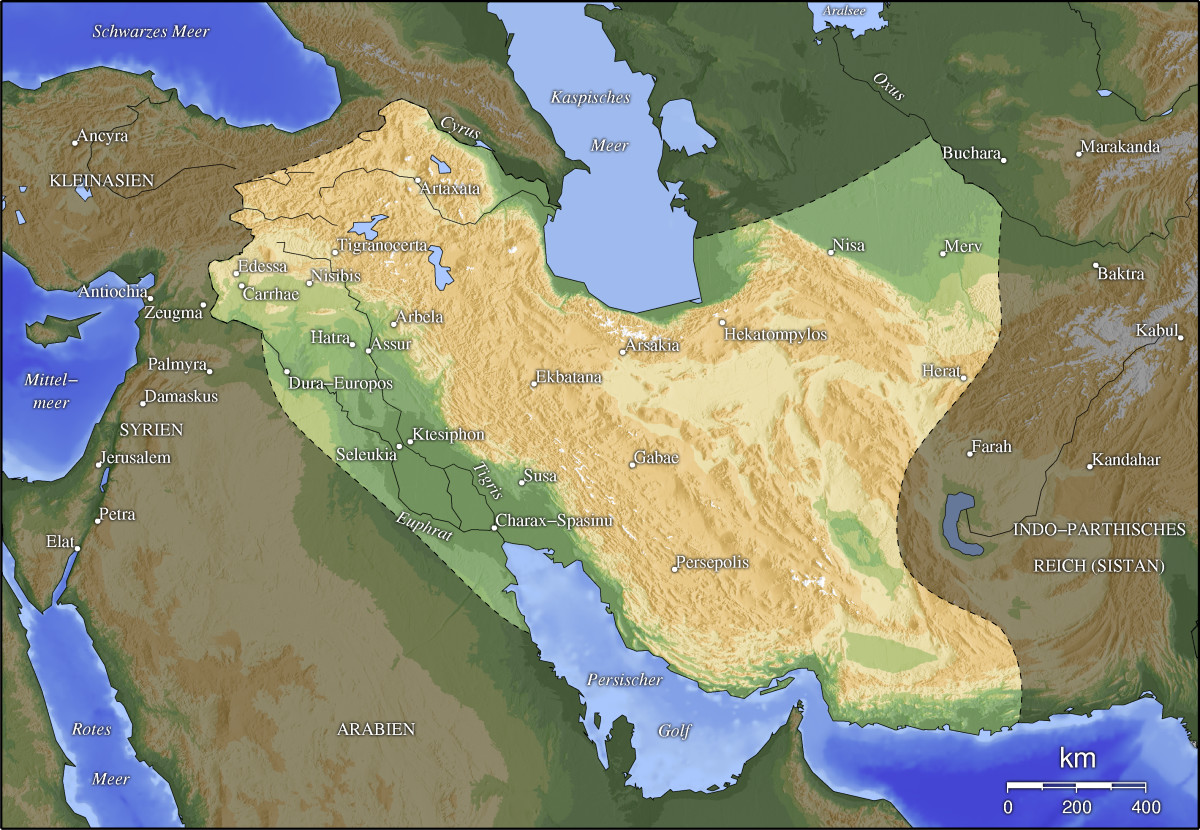
Partherreich

Die Parther standen ab 141 v. Chr. auf dem Höhepunkt ihrer Macht. Unter dem erfolgreichen Partherkönig Mithridates II. (124/123–88/87 v. Chr.) wurde 115 v. Chr. die Seidenstraße „eröffnet“: Eine Delegation des chinesischen Kaisers Han Wudi machte ihre Aufwartung.
Während der Ostteil relativ sicher war, begannen ab 55 v. Chr. Auseinandersetzungen der Römer mit den Parthern, die erst durch den ersten römischen Kaiser Augustus 20 v. Chr. beendet wurden. Daraufhin belebte sich der Handel mit Fernost (Römisch-chinesische Beziehungen).
In der Spätantike wurde der offene Handel zwischen Ostrom/Byzanz und dem neupersischen Sassanidenreich durch die römisch-persischen Kriege im 3. bis 7. Jahrhundert teilweise stark behindert, aber nie ganz unterbrochen. Ein Teil des Ost-West-Handels wurde in dieser Zeit möglicherweise alternativ über die Arabische Halbinsel gelenkt. Des Weiteren spielte in der römischen Kaiserzeit bis zur ausgehenden Spätantike der maritime Indienhandel (Römisch-indische Beziehungen über das Rote Meer hin in den Indischen Ozean) eine wichtige Rolle.
An der Entwicklung der Seidenstraße waren auch die folgenden mittelasiatischen Völker beteiligt (die oft Steppenreiche errichteten):
- Die Saken, die im 1. Jahrhundert v. Chr. in Nordindien auftauchten und bis ins 10. Jahrhundert ein Reich im Tarimbecken bildeten.
- Die nomadischen, altaischsprachigen Xiongnu errichteten in Gansu und der Mongolei im 3. Jahrhundert v. Chr. ein Reich, das sich 48 v. Chr. aufspaltete. Einige Stämme besiedelten später das Ordos-Plateau, ihre Herrschaft in der Mongolei endete 155 n. Chr.
- Die Yuezhi, die manchmal auch als Tocharer bezeichnet werden, schufen ein Reich, das bis Ende des 7. Jahrhunderts n. Chr. bestand.

Das spätantike Zentralasien war ein politisch zersplitterter Raum:
- Im 5. Jahrhundert erschienen die sogenannten Iranischen Hunnen, die sehr wahrscheinlich in keiner direkten Beziehung zu den Hunnen in Europa standen, errichteten im 5./6. Jahrhundert eigene Herrschaften in Baktrien. Dazu gehören die Kidariten, die Alchon-Gruppe, die Nezak-Gruppe und schließlich die Hephthaliten.[18] Bereits zuvor erschienen im 4. Jahrhundert die Chioniten, die wohl mit den Kidariten in Verbindung stehen.
- Die nomadischen Rouran errichteten 400 n. Chr. ein Reich, das vom Tarimbecken bis weit in den Osten reichte und bis 552 n. Chr. bestand.
- Die Sogdier bildeten keinen Staat, gestalteten aber lange das kulturelle Leben in den Oasenstädten und spielten eine wichtige Rolle im wirtschaftlichen Leben der Seidenstraße. Die sogdischen Stadtstaaten gingen anschließend, wie andere Herrschaftsbildungen entlang der alten Handelswege, im Zusammenhang mit der islamischen Expansion im 8. Jahrhundert unter (siehe Dēwāštič und Ghurak).

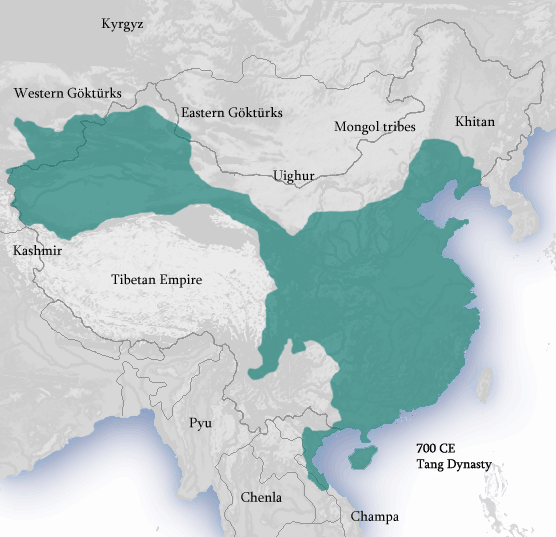
China zur Zeit der Tang-Dynastie (um 700)

- Das 552 gegründete Reich der Kök-Türken umfasste weite Teile Zentralasiens und der Mongolei, wobei Sogdier in Handel und Verwaltung eine wichtige Rolle spielten (siehe Maniakh). Im Westen bedrohte es Persien, im Osten China. Die beiden türkischen Khanate wurden aber selbst ebenso von äußeren (Chinesen und später Araber) und inneren Konflikten (Aufstände, wie die der Türgesch, die um 700 das Erbe des westlichen Khanats antraten) bedroht und ging Mitte des 8. Jahrhunderts endgültig unter.
- Die ursprünglich nomadischen Tabgatsch wurden sesshaft, begründeten die Nördliche Wei-Dynastie und beherrschten im 5. und 6. Jahrhundert das Gebiet zwischen Nordchina, Tarimbecken bis in die mongolische Steppe.
- Die buddhistischen Tibeter, die im 7. Jahrhundert ein eigenes Kaiserreich gegründet hatten, besetzten im 8. Jahrhundert Gansu.

Eine weitere Blütezeit erlebte die Seidenstraße im späten 7. Jahrhundert während der chinesischen Tang-Dynastie, die die Perser als dominierende Macht über die Seidenstraße ablöste. Der zweite Tang-Kaiser Taizong brachte große Teile Zentralasiens sowie das Tarimbecken unter seine Kontrolle. Die Araber eroberten jedoch unter hohen Verlusten im 8. Jahrhundert Zentralasien und stoppten auch die chinesische Expansion (Schlacht am Talas 751).
Nach den Gebietsverlusten durch die arabische Eroberungen im 7. und 8. Jahrhundert konnte sich das Byzantinische Reich im 10./11. Jahrhundert wieder zeitweise den Zugang zur Seidenstraße sichern und blieb ein Hauptumschlagplatz für östliche Waren. Der Handel über dem Seeweg war daneben aber ebenso bedeutsam.
Nach der Tang-Zeit wurden während der Fünf Dynastien ab 907 n. Chr. die Handelswege zunehmend unsicherer und der Handelsverkehr entlang der Seidenstraße nahm ab. Die buddhistischen und mit den Tibetern verwandten Tanguten (oder Xixia), Nachfahren der Tabgatsch, erweiterten im 10. Jahrhundert ihr Reich bis Gansu. 1227 wurde dieses Reich von den Mongolen zerstört.

Mongolisches Reich
Ab 1260 zerfiel das Mongolenreich in:
Khanat der Goldenen Horde
Tschagatai-Khanat
Bereich der Ilchane
Reich der Yuan-Dynastie

Die Ausdehnung des Mongolischen Reiches im 13. Jahrhundert leitete eine Ära häufiger und ausgedehnter Kontakte ein. Sobald sie in ihren neuen Besitztümern Ordnung und Stabilität geschaffen hatten, ließen die Mongolen sich auf Austausch mit Fremden ein. In ihrem universalen Machtanspruch waren sie gastfreundlich zu ausländischen Reisenden, auch wenn deren Herrscher sich nicht unterworfen hatten. In dieser auch Pax Mongolica genannten Zeit kam es zu einer starken Zunahme des Austausches von Waren und Menschen, ohne jedoch den Umfang zur Zeit der Tang-Dynastie zu erreichen.
Bereits 1262 begann der Verfall des riesigen Mongolischen Reiches. Nur die ersten drei Generationen nach Dschingis Khan vermochten das Reich zusammenzuhalten und weiter auszudehnen. Nach Möngke Khan trat an die Stelle eines einheitlichen Staates eine Gemeinschaft von Tschagatai-Khanat (bis 1565), Ilchanat (bis 1507), Goldener Horde (bis 1502) und Yuan-Dynastie (bis 1387). Dieses spätere Mongolische Reich hatte zwar auch einen Großkhan, allerdings wurde dieser nicht immer von allen mongolischen Khanaten vollständig anerkannt. Der letzte Großkhan, der alle mongolischen Teilreiche tatsächlich beherrschte, war Timur Khan (bis 1307). Danach kam es zwar wiederholt zu Tributzahlungen der anderen Khane an den jeweiligen Großkhan, insbesondere an Toqa Timur, sowie zu ähnlichen Gesten der Unterwerfung und Verbundenheit, allerdings wurden die politischen Geschicke des Mongolischen Reiches weitgehend dezentralisiert gelenkt. Insofern war das Mongolische Reich ab 1307 eher ein Staatenbund unter mehr formeller denn tatsächlicher Einheitsleitung. Trotz mangelhafter politischer Einheit war der Zusammenhalt auch nach 1307 noch deutlich erkennbar. Er manifestierte sich unter anderem in dem in der Jassa kodifizierten Recht, dem Post- und Kommunikationssystem (Örtöö und Païza) und dem gemeinsamen Kunst- und Kulturgut wie insbesondere Schrift und Sprache.
1273/74 nutzte Marco Polo die Seidenstraße für seine Reise nach China. Neben seinen Reiseberichten existieren noch andere ähnliche Berichte, wie etwa die „Ystoria Mongalorum“ von Johannes de Plano Carpini und jene des Wilhelm von Rubruk.

### Niedergang
Der Niedergang der Seidenstraße setzte mit der Song-Dynastie ein und wurde durch den verstärkten chinesischen Seehandel, die Entstehung neuer Märkte in Südostasien und die hohen Zollforderungen der Araber begünstigt. Ein weiterer wichtiger Grund war das Versiegen der von Gletschern gespeisten Flüsse rund um die Wüsten Taklamakan und Lop im mittleren Teil der Seidenstraße.
Auf dem Seeweg entfielen die Gefahren der langen Reise und die Abgaben an die Zwischenhändler. Die Seidenstraße verlor im Zuge der weltweiten Expansion der europäischen Seemächte in der Frühen Neuzeit endgültig an Bedeutung. Der Handel über die Seidenstraße wurde durch Schiffe ersetzt, wobei chinesische Händler mit ihren Dschunken bis nach Indien und Arabien fuhren. Die Europäer waren seit der Song-Zeit in ihrem China-Handel stark eingeschränkt. Während der Seeexpeditionen war daher eines ihrer Hauptziele, das sagenumwobene Cathay (China) auf dem Seeweg wiederzufinden. Erst 1514 erreichten die Portugiesen China und etablierten schnell einen lebhaften Handel, später besetzt durch Spanien. Seit der Mitte des 16. Jahrhunderts war das Reich der Mitte der Hauptprofiteur der europäischen Kolonien in der Neuen Welt. Ein großer Teil des dort gewonnenen Edelmetalls wurde nach China verbracht, um dort Waren für Europa einzukaufen. Mit der Zeit ersetzten Schiffe der Handelskompanien die Seidenstraße als Verbindung nach Ostasien, um von dort Luxusartikel und Kunstgegenstände für den europäischen Adel zu besorgen.
Hinzu kam im 19. Jahrhundert die Abgrenzung der zentralasiatischen Interessensgebiete von Russland und China. China gestattet Russland nach 1860, von Kaschgar aus entlang der Seidenstraße Handel zu treiben, schloss andere ausländische Staaten aber aus. Insgesamt wurden Grenzübertritte zwischen beiden Staaten aber eingeschränkt.
Die Städte entlang der Seidenstraße verfielen, ehemals blühende Kulturen verschwanden in einem langen Prozess und wurden auf Jahrhunderte vergessen.

### Erforschung
Die ersten Erkundungen der Europäer in Chinesisch-Zentralasien unternahmen sogenannte „Moonshees“, von den Engländern angeworbene Einheimische, die das unbekannte Land vermessen sollten. Am 12. Juni 1863 brach der Inder Mohammed-i Hammeed auf und reiste von Kaschmir nach Yarkand.
Ab 1878 begannen Forschungsreisen in das Kerngebiet der Seidenstraße, unter anderem von Sven Hedin (1895), Aurel Stein, Albert Grünwedel, Albert von Le Coq, Paul Pelliot, Pjotr Kusmitsch Koslow und Langdon Warner. Weitere Fahrten wurden von dem Japaner Ōtani Kōzui finanziert. In den folgenden Jahren wurden viele Ruinen wiederentdeckt und kartografiert, Manuskripte und Fresken in deutsche, russische, französische, japanische und englische Museen gebracht. Sven Hedin unternahm nochmals 1927–1933 eine wissenschaftliche Expedition entlang der Seidenstraße; 1933–1935 schloss sich eine weitere Expedition im Auftrag der chinesischen Regierung an. Nach dem Ende des Zweiten Weltkrieges führte China die Erforschung des auf seinem Gebiet liegenden Teils der Seidenstraße selbst durch, ein wichtiger Archäologe war Huang Wenbi.

## Seidenstraße heute

### Ausbau der Verkehrswege
Die über lange Zeit vernachlässigten Verkehrswege erhalten seit den 1950er Jahren und insbesondere seit dem Ende der Sowjetunion wieder mehr Aufmerksamkeit. Anknüpfend an den alten Namen „Seidenstraße“ werden viele neue Projekte als „Neue Seidenstraße“ bezeichnet.
Bereits seit den 1950er Jahren unterstützen die Vereinten Nationen den Ausbau des asiatischen Verkehrsnetzes (Asiatisches Fernstraßen-Projekt). Seit den 1990er Jahren wird im Rahmen des von der EU initiierten „Verkehrskorridors Europa-Kaukasus-Asien“ (TRACECA) der Ausbau der Infrastruktur zwischen Europa und Mittelasien gefördert. Im Jahr 2000 startete die russische Regierung als Reaktion auf TRACECA den „International North–South Transport Corridor“ (INSTC).
Am meisten öffentliche Aufmerksamkeit erhält das seit 2013 von China verfolgte Infrastrukturprojekt „Belt and Road Initiative“ (BRI), das die wirtschaftlichen Verflechtungen zwischen China einerseits und dem asiatischen, afrikanischen und europäischen Raum andererseits intensivieren soll. Dazu werden verschiedenste Einrichtungen (etwa Tiefsee- oder Containerterminals) und Verbindungen (wie Bahnlinien oder Gaspipelines) entwickelt bzw. ausgebaut.

#### Belt and Road Initiative
Ziel der Belt and Road Initiative (BRI) ist die Schaffung eines eurasischen Wirtschaftsraums, der vom Gelben Meer an der Ostküste Chinas bis an den Atlantik reicht und auch Afrika einbezieht. Bestehende Korridore sind einerseits Landverbindungen über die Türkei oder Russland und andererseits Anknüpfungen vom Hafen von Shanghai, über Hongkong und Singapur nach Indien und Ostafrika, Dubai, den Suezkanal, den griechischen Hafen Piräus bis zum Logistikknotenpunkt um Triest.
Der wirtschaftliche Verkehr mit Afrika soll weitgehend über die „Maritime Seidenstraße“ („Maritime Silk Road“ oder auch „21st Century Maritime Silk Road“) im Süden Asiens laufen. Sie verbindet die chinesische Küste und ganz Südostasien mit dem Mittleren Osten und Ostafrika bis hin nach Europa.

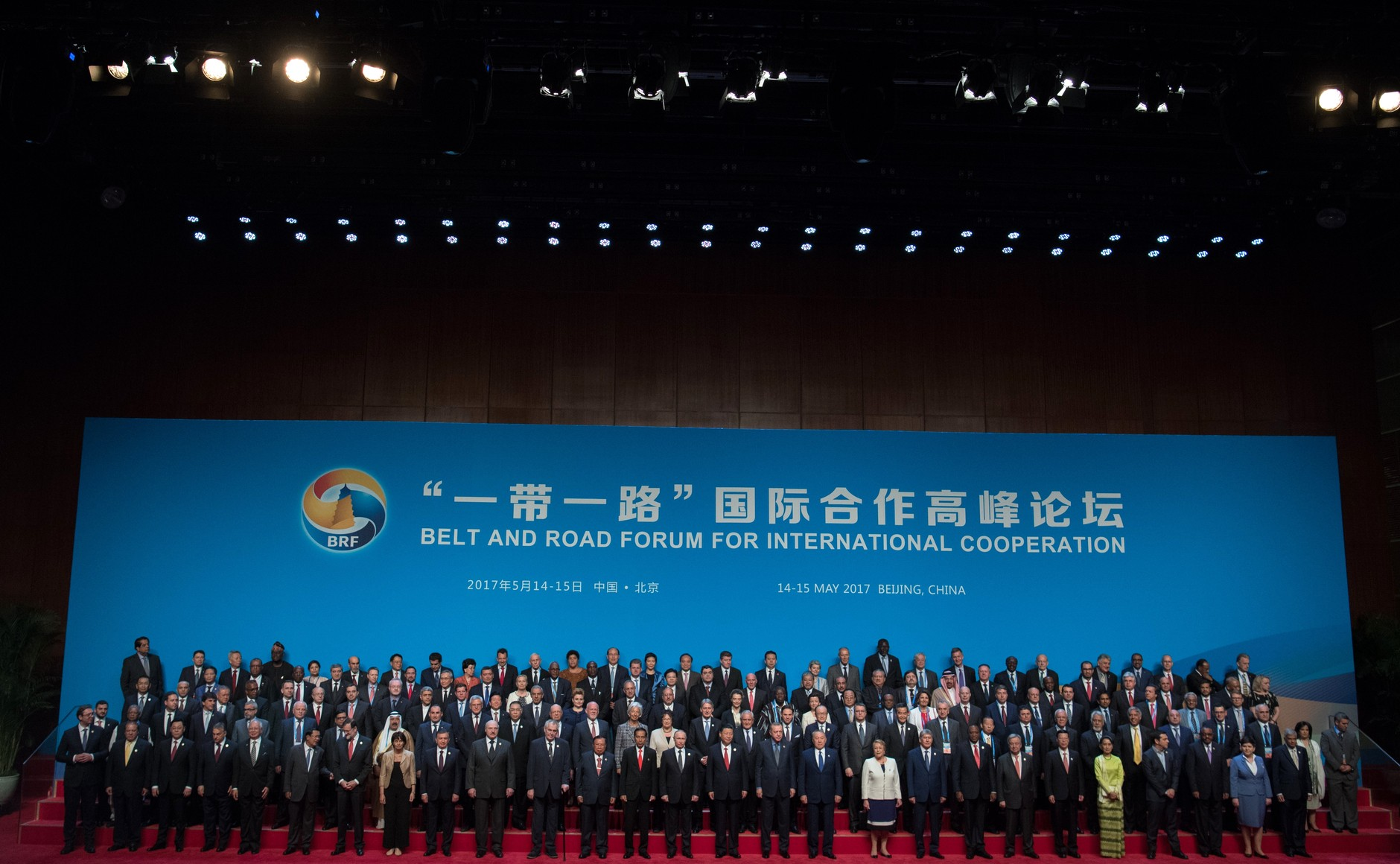
Teilnehmende zu Beginn des Gipfeltreffens BRI 2017

Seit 2005 wurden bereits viele Mrd. US-Dollar in die Renovierung und den Ausbau des Streckennetzes investiert; 2013 startete die Belt and Road Initiative (BRI) – sie umfasst ungefähr 70 Länder und einen Investitionsrahmen von bis zu 1000 Milliarden Dollar. Es werden Häfen, Straßen, Bahnstrecken, Logistikzentren und Handelsplätze entlang der „neuen Seidenstraße“ gebaut bzw. erweitert, um neue Handelskorridore zwischen Asien, Afrika und Europa zu schaffen. Die Initiative ist kein sentimentales Planspiel mit alten Handelsrouten zwischen der Lagunenstadt Venedig und dem fernen Orient, sondern dient strategischen Überlegungen zu einem geopolitischen wirtschaftlichen Wettbewerb. Die geplanten Wirtschaftskorridore und Transportlinien reichen zur See vom Schanghaier Tiefwasserhafen Yangshan, über Hongkong, Singapur, Port Klang (Malaysia), Laem Chabang (Thailand) und Colombo nach Dschibuti beziehungsweise Daressalam in Tansania und über den Suezkanal, den griechischen Hafen Piräus (der durch chinesische Investoren zu einem Drehkreuz im östlichen Mittelmeer ausgebaut wird) bis zum Tiefwasser- und Freihafen Triest mit seinen Verknüpfungen an Zentraleuropa. Sie reichen als Landweg von der chinesischen Küstenstadt Yiwu über Kirgistan und Iran bis in die Türkei oder über Peking und Moskau bis nach Westeuropa. Gerade der Landweg gilt infolge der beteiligten Länder wie Iran, Kasachstan, Russland oder auch Usbekistan als nicht unbedingt nachhaltig sicher, befahrbar und durchlässig. Es gibt auch erhebliche Anstrengungen im arabischen Raum (dort vor allem in Saudi-Arabien und in Ägypten) und in Iran, durch einen Ausbau der Infrastruktur Teil des maritimen Transfers zwischen China und Europa zu werden. Für viele dieser Projekte ist Vorbild die Jebel Ali Free Zone in Dubai, wo bereits 7000 Unternehmen angesiedelt sind. Laut Schätzungen könnte der Handel entlang der Seidenstraße bald knapp 40 % des gesamten Welthandels umfassen, wobei ein Großteil auf den Seeweg entfällt.
Heute schon wichtige Fernhandelsrouten laufen über Triest in die Türkei bzw. nach Griechenland und von dort über Iran oder über den Suez-Kanal Richtung China. Gerade hinsichtlich der Landverbindungen nach Ostasien kommen dabei Trailer im RoRo-Verkehr zum Einsatz. Seit 1990 besteht eine 10.870 Kilometer lange Eisenbahnverbindung, die Rotterdam in Europa mit der ostchinesischen Hafenstadt Lianyungang in der Provinz Jiangsu verbindet.

#### Landwege

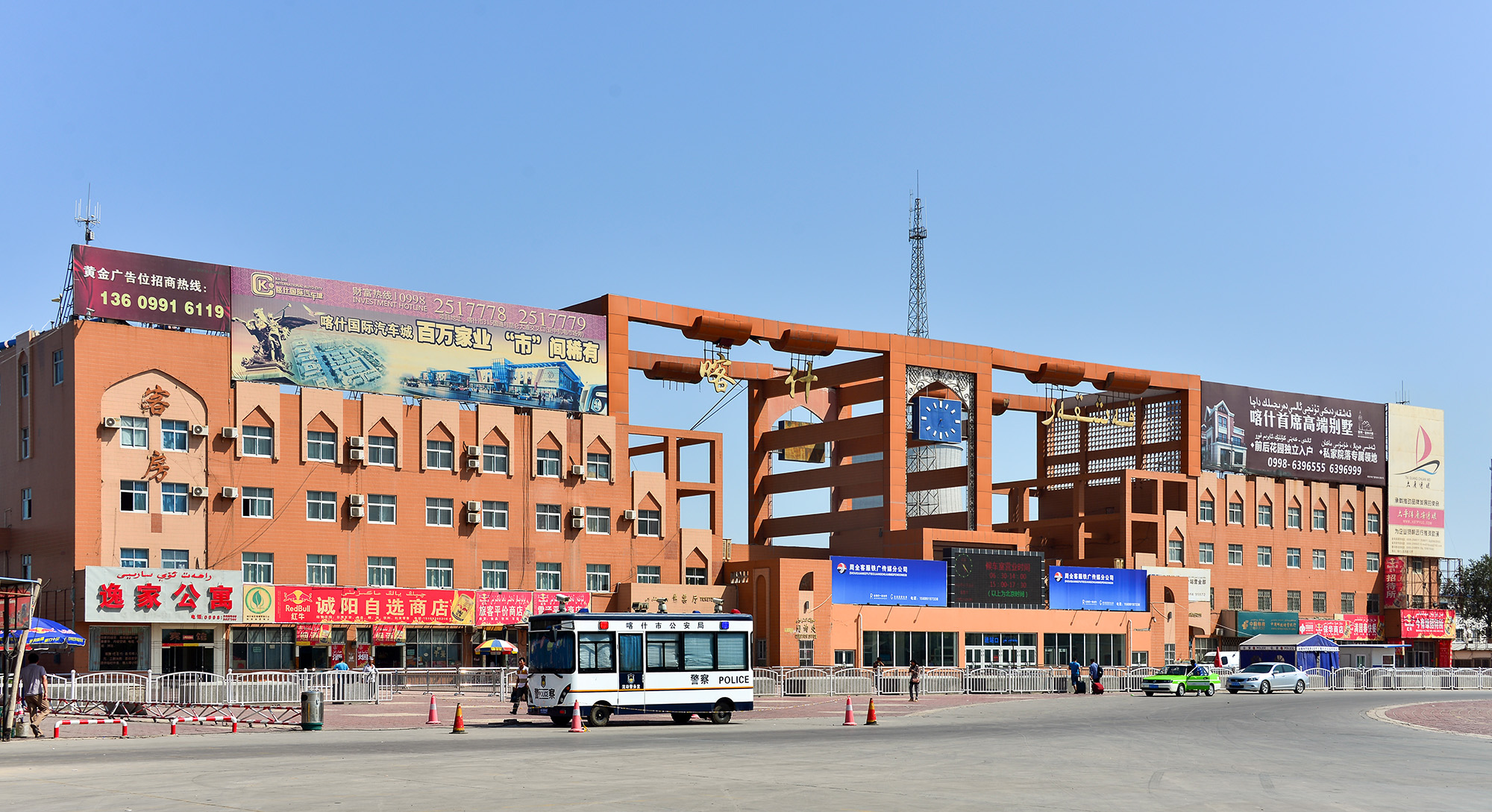
Bahnhof von Kaschgar, 2012

Ein Teil der Seidenstraße zwischen Pakistan und dem autonomen Gebiet Xinjiang in China bestand aus einer Schotterpiste, als 1958 mit dem Ausbau zu einer asphaltierten mehrspurigen Fernstraße (Karakorum Highway) begonnen wurde. Die Vereinten Nationen starteten 1959 das Projekt für eine transasiatische Fernstraße. Von der UN-Wirtschafts- und Sozialkommission für Asien und den Pazifik (UNESCAP) wird seit den 50er Jahren eine durchgehende Eisenbahnverbindung zwischen Singapur und Istanbul vorangetrieben, die Transasiatische Eisenbahn. Seit 2001 werden 4 Korridore geplant.

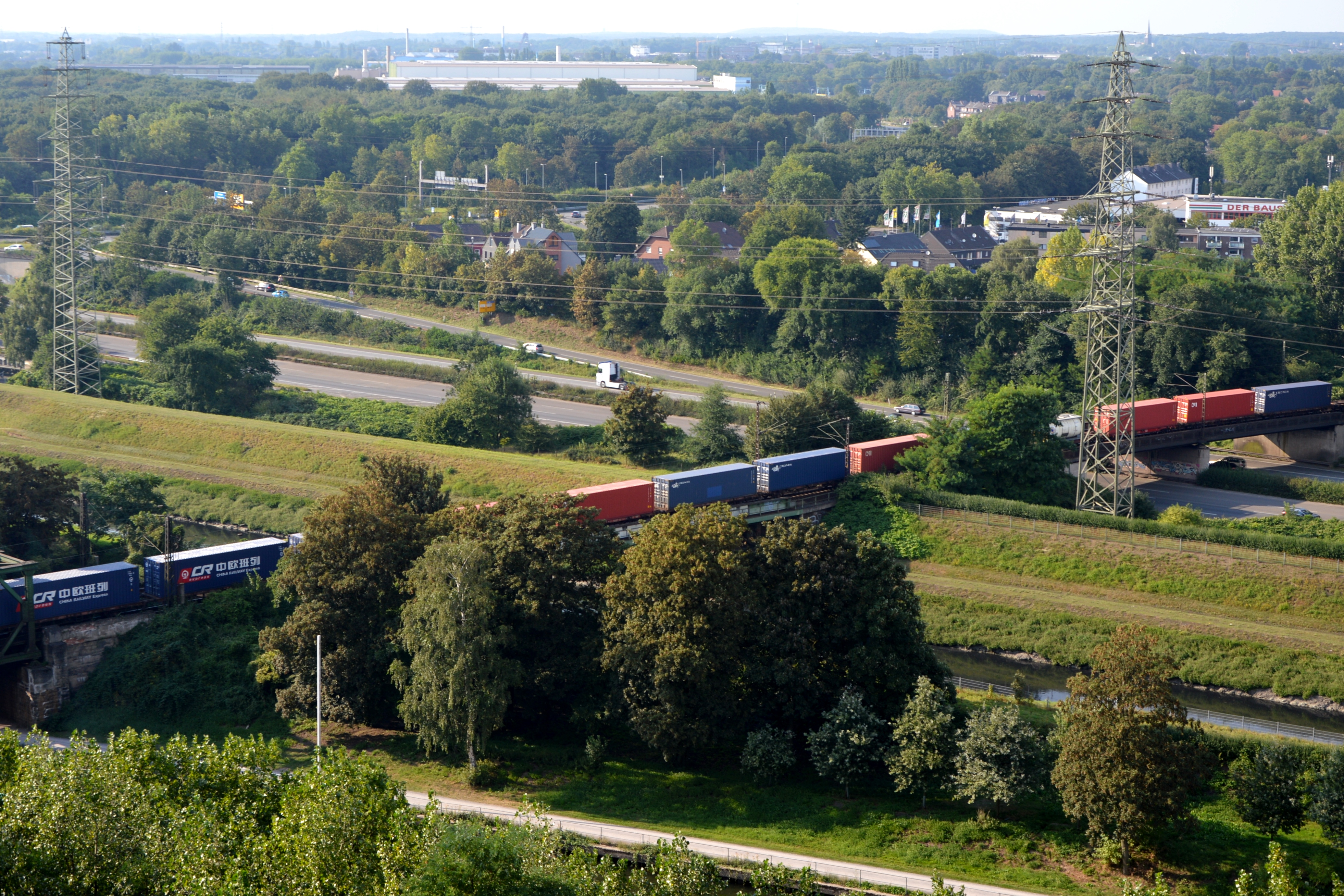
Eisenbahn mit Container der China Railway Express Co. in Deutschland, 2016

Der Bau von Straßen, der durch die Entdeckung großer Ölreserven begünstigt wurde, hat den Zugang zu den unwirtlichen Gegenden erleichtert und die Regionen wurden industrialisiert. Auch die Handelswege an sich wurden wieder eröffnet und sind nicht zuletzt für den Tourismus bedeutend. Der Ausbau des asiatischen Fernstreckennetzes wird in jüngster Zeit durch das Asiatische Fernstraßen-Projekt von 32 asiatischen Staaten und den Vereinten Nationen (Wirtschafts- und Sozialkommission für Asien und den Pazifik) vorangetrieben.
Unter dem Namen Trans-Eurasia-Express wird seit 2008 eine kommerzielle Güterzugverbindung zwischen China und Deutschland angestrebt, seit 2012 verkehrt mit dem Yuxinou ein regelmäßiger Güterzug zwischen Chongqing und Duisburg. Seit 2011 lässt Hewlett-Packard Notebooks und Zubehör während der Sommermonate in drei Wochen von der Produktionsstätte in Chongqing nach Duisburg transportieren. Die Zollabfertigung wurde durch die seit 2012 in Kraft getretene Zollunion Belarus-Kasachstan-Russland vereinfacht. Insgesamt verkehrten 2016 rund 1700 Güterzüge zwischen China und Europa, im Mai 2017 waren 116 Züge von Duisburg nach China gefahren.

#### Seewege

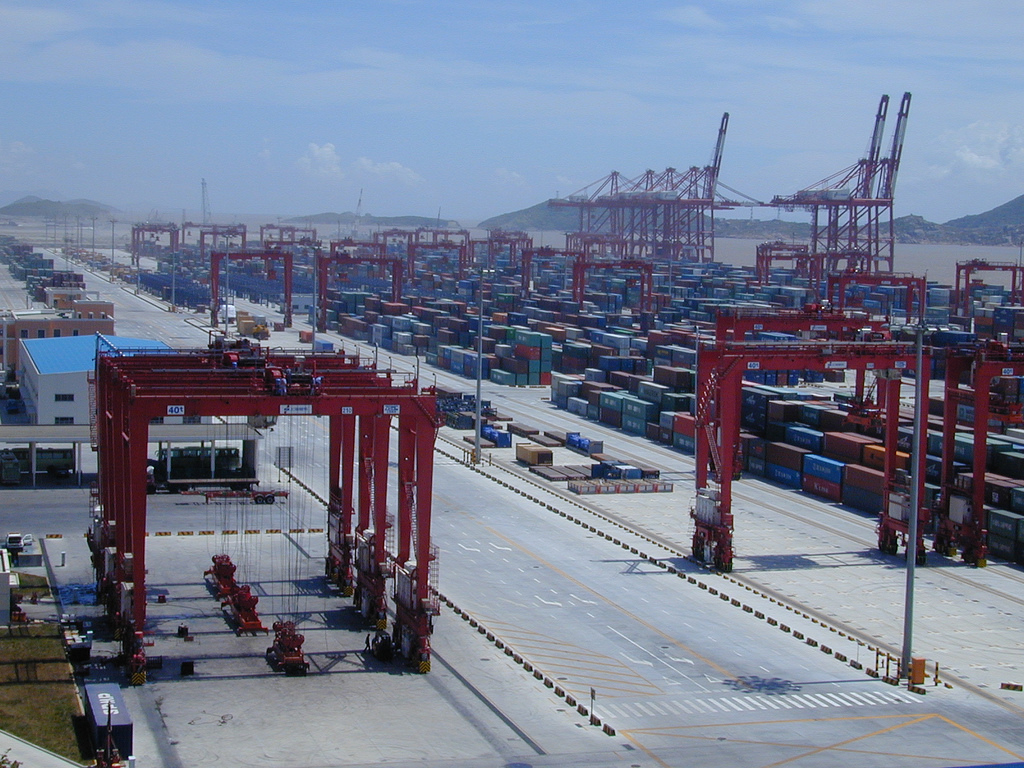
Der Tiefwasserhafen Yangshan von Shanghai, China

Unter dem Namen „Maritime Seidenstraße“ treibt die BRI – parallel zu den Landwegen – auch den Ausbau des Seehandels zwischen China, den anderen asiatischen Ländern, Afrika und Europa voran.
Hinzu kommen grundsätzliche Veränderungen der Waren- und Handelsströme:
- Der Pazifik entwickelt sich zur Drehscheibe des Welthandels
- Die Atlantikhäfen verlieren relativ an Bedeutung
- asiatisch-europäische Transportwege verlagern sich von Nordwesteuropa nach Südeuropa

Von dem Aufschwung in Südeuropa profitieren insbesondere die wichtigen Häfen Triest und Piräus, aber auch die nordadriatischen Häfen Venedig, dessen Hafen mit 12 Meter Tiefgang jedoch kein Tiefwasserhafen ist, und Koper, welches aber keine leistungsstarke Bahnstrecke zur Hinterlandverbindung verfügt.
Insbesondere bei Waren wie Bekleidung, Elektronik und Kfz-Teilen spielen schnelle Verbindungen mit LKW und Bahn und die Nutzung des Suezkanals eine Rolle. Das betrifft neben den Vernetzungen mit Japan, China, Südkorea und Südostasien auch den Handel mit Indien und Pakistan und dabei besonders mit Mumbai bzw. Kalkutta.

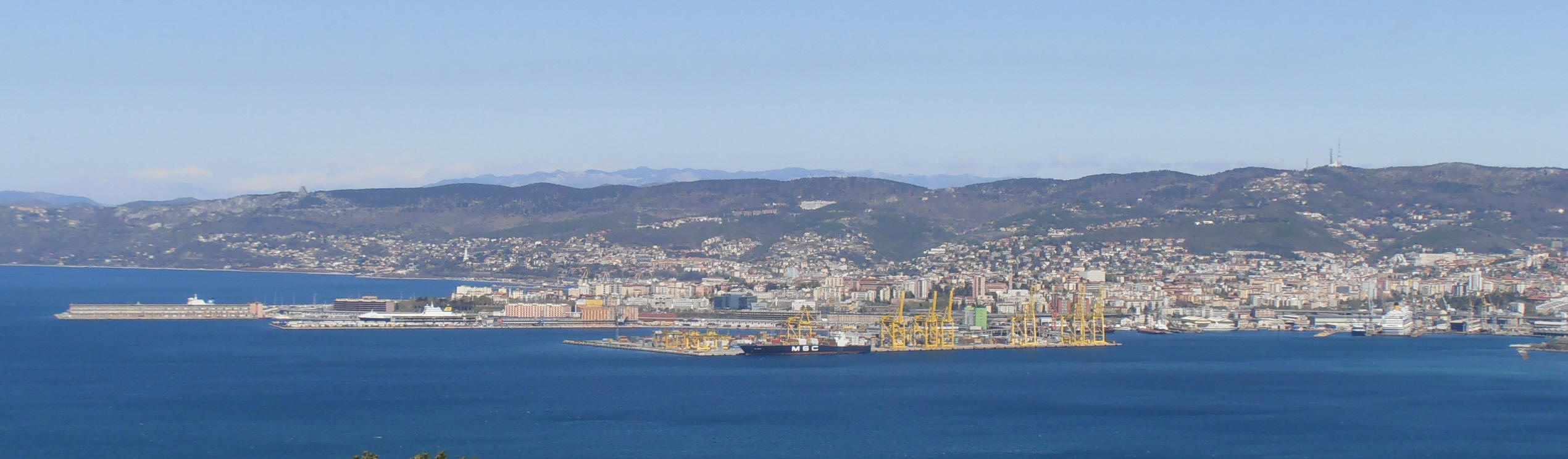
Der neue Hafen von Triest

Innereuropäisch fördert die „Maritime Seidenstraße“ im Hinblick auf Bahnknotenpunkte und Tiefwasserhäfen eine Vernetzung der Regionen. Zum Beispiel wird die Bahnlinie Belgrad-Budapest ausgebaut. Auch ist der Duisburger Hafen traditionell den Nordseehäfen wie Rotterdam und Antwerpen verbunden, kooperiert nun aber mit dem Hafen von Triest, der mit seinem Tiefgang von 18 Meter und seinen Verbindung über das Mittelmeer, den Suezkanal in den Fernen Osten als Endpunkt der „maritimen Seidenstraße“ gilt. Die bestehenden Güterzugverbindungen zwischen dem Seehafen und Logistikstandort Kiel (Anbindungen nach Dänemark, Schweden, Norwegen, Finnland, Litauen und Russland) mit Triest (dem wichtigsten EU-Hafen für Fährlinien mit Ziel Türkei) und damit die Verbindungen nach Skandinavien bzw. in den Orient sollen ausgebaut werden. Die Deutsche Bahn entwickelt mit ihren Verbindungen den norditalienischen Hafen Monfalcone zum Automobilhub an der Adriaküste, um die Transportzeiten um bis zu acht Tage zu verkürzen. Dazu gibt es auf der Adria-Baltikum-Achse Güterzugsverbindungen zwischen dem Knotenpunkt Triest und dem wichtigen Ostseehafen Rostock, womit auch die skandinavischen Länder einbezogen sind. Seit 2015 auf 2018 haben sich im Hafen von Triest die abfahrenden Güterzüge auf 10.000 fast verdoppelt, wobei besonders die Bahnverbindungen nach Österreich, Deutschland, Luxemburg, Belgien, Ungarn, Slowakei und Tschechien frequentiert sind.

### Tourismus

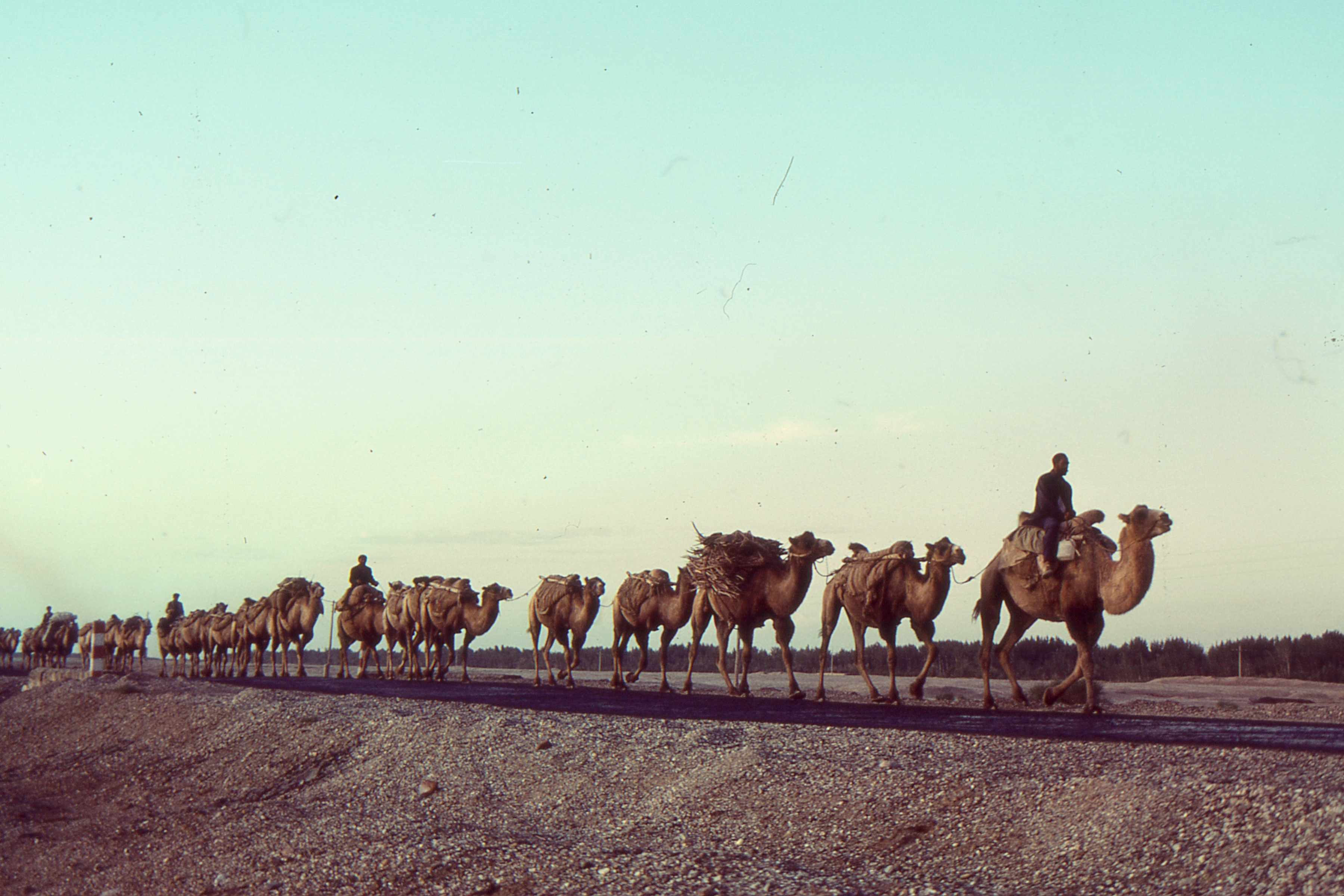
Auf der Seidenstraße, 1992

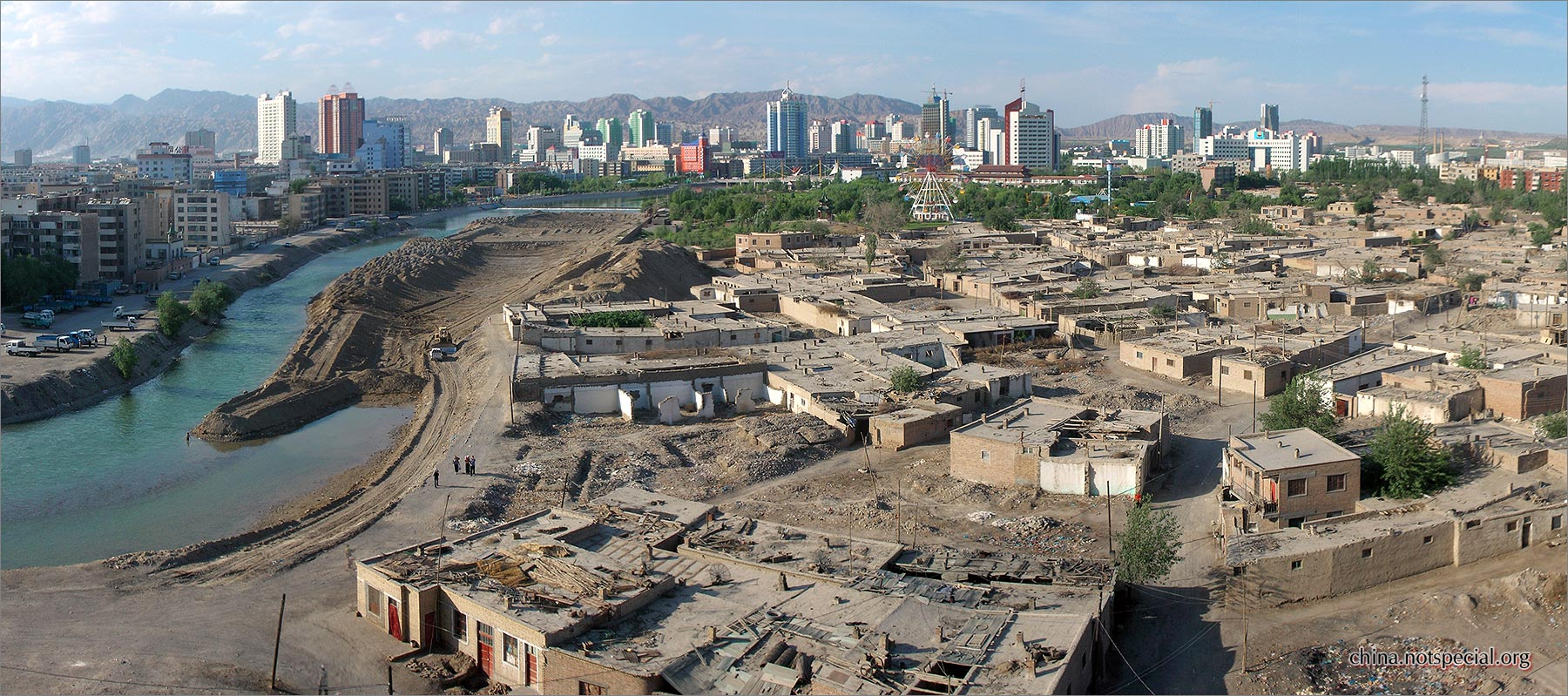
Alt- und Neustadt von Korla in Xinjiang, China, 2007

Heute hat die Seidenstraße einen eher geheimnisvollen, abenteuerlichen Stellenwert. Durch Bücher wird die orientalische Mystik der Route dem Westen näher gebracht und Reisen „auf den Spuren Marco Polos“ ziehen eine wachsende Zahl von Touristen in diese abgelegenen Regionen. China erkannte das touristische Potential sehr schnell, indem es in den späten 1970ern seine Türen für ausländische Reisende öffnete. Dies führte dazu, dass viele Sehenswürdigkeiten und Kulturdenkmäler entlang der Seidenstraße restauriert wurden und man von offizieller Seite Sorge für die Erhaltung dieser Monumente trägt. Überdies wurde mit archäologischen Ausgrabungen dem Leben entlang der Seidenstraße nachgespürt. Reisende entlang der Taklamakan-Wüste treffen vor allem auf Stadtruinen und Überreste von Höhlen. Eine Hauptattraktion aber bildet die Bevölkerung und der bis heute erhalten gebliebene Lebensstil. Viele Touristen kommen heute aus Japan, um jene Stätten zu besuchen, die die buddhistische Religion auf ihrem Weg nach Japan passierte.
Eine Reise in das Taklamakan-Gebiet ist trotz einiger Erleichterungen wegen der klimatischen und geographischen Bedingungen auch heute immer noch sehr beschwerlich.
Die letzte Lücke der Eisenbahnverbindung entlang der Seidenstraße wurde 1992 geschlossen, als die internationale Linie Almaty–Ürümqi eröffnet wurde. Trotzdem gibt es entlang der Seidenstraße keine durchgehenden Züge oder zeitlich abgestimmte Umsteigeverbindungen Peking–Teheran oder Peking–Moskau.

### Weltkulturerbe

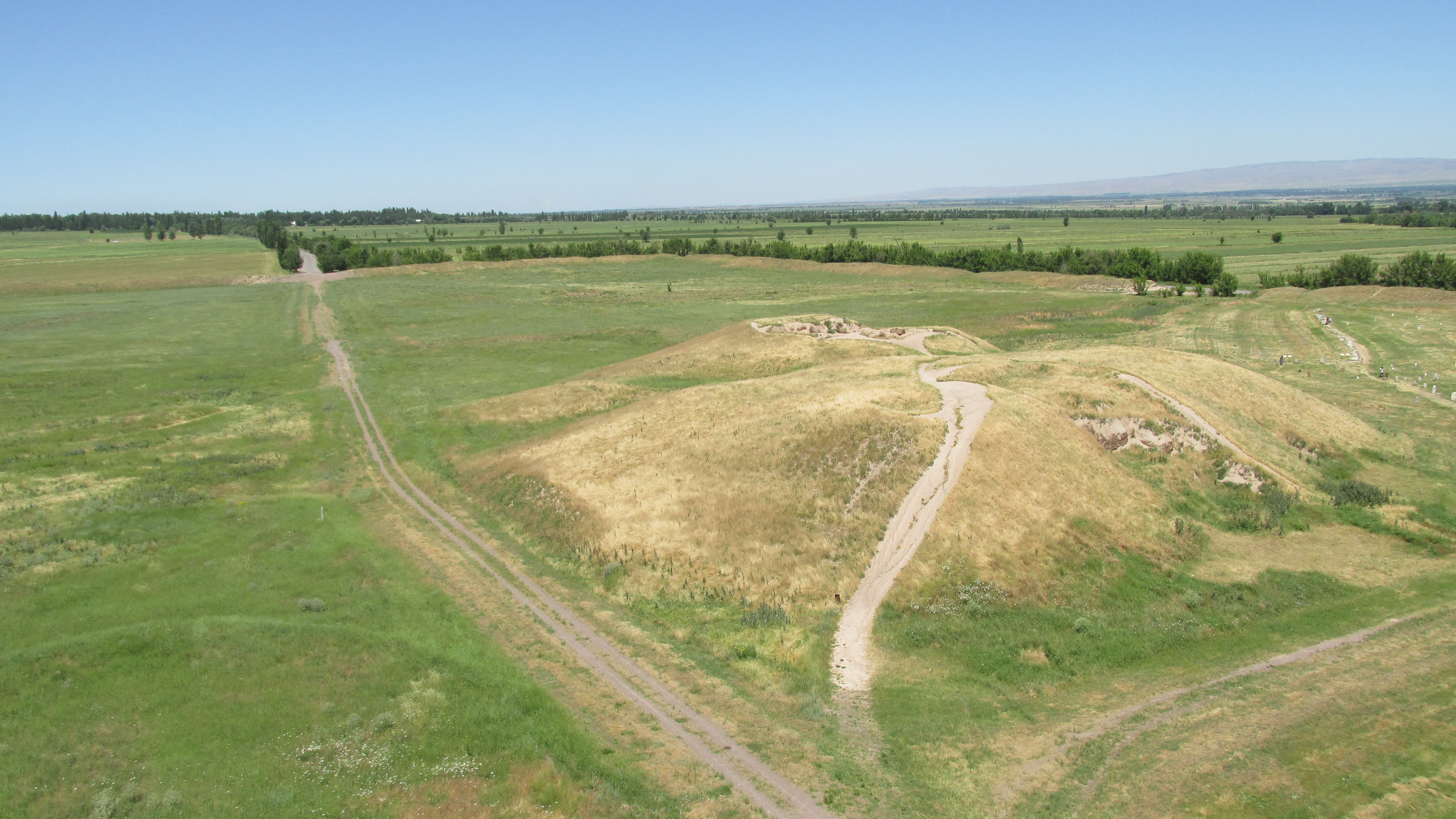
Balasagun, Burana, 2015, Teil des Straßennetzwerks

Mehrere Länder haben Stätten entlang der verschiedenen Zweige der Seidenstraße auf ihre Vorschlagsliste zur Aufnahme in das UNESCO-Welterbe gesetzt. Daraufhin schlug das Welterbekomitee vor, die Vorschläge nach einzelnen Trassen gruppiert einzureichen. Ein gemeinsamer Vorschlag der Volksrepublik China, Kasachstans und Kirgisistans für eine serielle transnationale Weltkulturerbestätte entlang des Korridors vom Siebenstromland in Zentralasien über das Tian-Shan-Gebirge bis nach Zentralchina wurde 2014 unter dem Titel „Seidenstraßen: das Straßennetzwerk des Chang'an-Tianshan-Korridors“ in die Welterbeliste aufgenommen.

### Schmuggel
Die ehemalige Seidenstraße wird heute auch als Heroin-Highway bezeichnet, denn sie dient zum Beispiel dem Schmuggel von Drogen, hauptsächlich Opium und Heroin, von Afghanistan nach Europa, China und Russland sowie dem Transport des zur Herstellung von Heroin notwendigen Essigsäureanhydrids von Europa zurück nach Afghanistan. Durch Tadschikistan beispielsweise werden jährlich ca. 700 Tonnen Heroin geschmuggelt, lediglich etwa 43 Tonnen unterschiedlicher Rauschgifte werden beschlagnahmt. Dabei sind zum Beispiel die auf der Straße befindlichen Container-LKW der NATO-Schutztruppen Afghanistans (für den Nachschub aus Zentralasien) und der Schmuggler nicht zu unterscheiden, weil die NATO-Lastwagen zum Schutz der sich unter Umständen in ihnen befindlichen militärischen Güter unauffällig getarnt sind.
In Kirgisistan ist ein Teil der Seidenstraße aufgrund von Grenzstreitigkeiten vermint (2011).

### Geostrategische Aspekte
Mit dem Ende der Sowjetunion und dem Erstarken Chinas treten die lange am Rande liegenden Kerngebiete der Seidenstraße wieder mehr in die öffentliche Aufmerksamkeit.
Diese Kerngebiete umfassen
- die westlichste Provinz Chinas, Xinjiang
- Afghanistan
- mit Kaschmir den Norden Indiens sowie die nördlichen Teile Pakistans
- Tadschikistan
- Kirgisistan
- Usbekistan
- Turkmenistan
- die (ehemalige) Provinz Chorasan im Nordosten Irans.

In der Region ist eine Häufung ungelöster, oft blutiger Konflikte festzustellen. Es überlagern sich ethnische Konflikte und islamistische Tendenzen sowie die Versuche Russlands, verlorenen Einfluss wiederherzustellen und die Versuche Chinas und der USA, Einfluss zu gewinnen und die Bestrebungen aller drei Großmächte, dem Islamismus entgegenzutreten.
1999 wurden in den USA mit der „Seidenstraßenstrategie“ die US-Interessen in Zentralasien definiert. Die wirtschaftlichen Ziele Europas wurden 1993 im Projekt TRACECA definiert, die chinesischen Ziele ab 2013 im Projekt „One Belt, One Road“ (OBOR, „Ein Gürtel, Eine Straße“) gebündelt.

### Weitere Verwendungen des Namens
- Die sogenannte Silk Way Rally verläuft höchstens im weitesten Sinne auf Routen der historischen Seidenstraße.
- Der Film Die Kinder der Seidenstraße erzählt eine Geschichte in Nanjing (China) während des Zweiten Weltkrieges.
- Am 21. Mai 2016 wurde ein Asteroid nach der Seidenstraße benannt: (229864) Sichouzhilu.

Der englische Name Silk Road oder Silk Way:
- Im Jahr 2005 wurde das koreanische Online-Rollenspiel Silkroad Online gestartet, 2011 der Nachfolger Silkroad-R.
- Die aserbaidschanischen Fluggesellschaften Silk Way Airlines und Silk Way West Airlines bedienen sich der Bezeichnung, da durch Aserbaidschan eine Route der Seidenstraße verlief.
- Die E-Commerce-Plattform Silk Road, berüchtigt wegen des Handels illegaler Waren.

Verwendung als Straßenname:
- Seidenstraße (Rostock)

## Dokumentationen (Beispiel)
Entlang der Seidenstrasse. Von Venedig nach Xi’an mit Peter Gysling, 7 Teile, CH (SRF) 2012.